# Запретный город

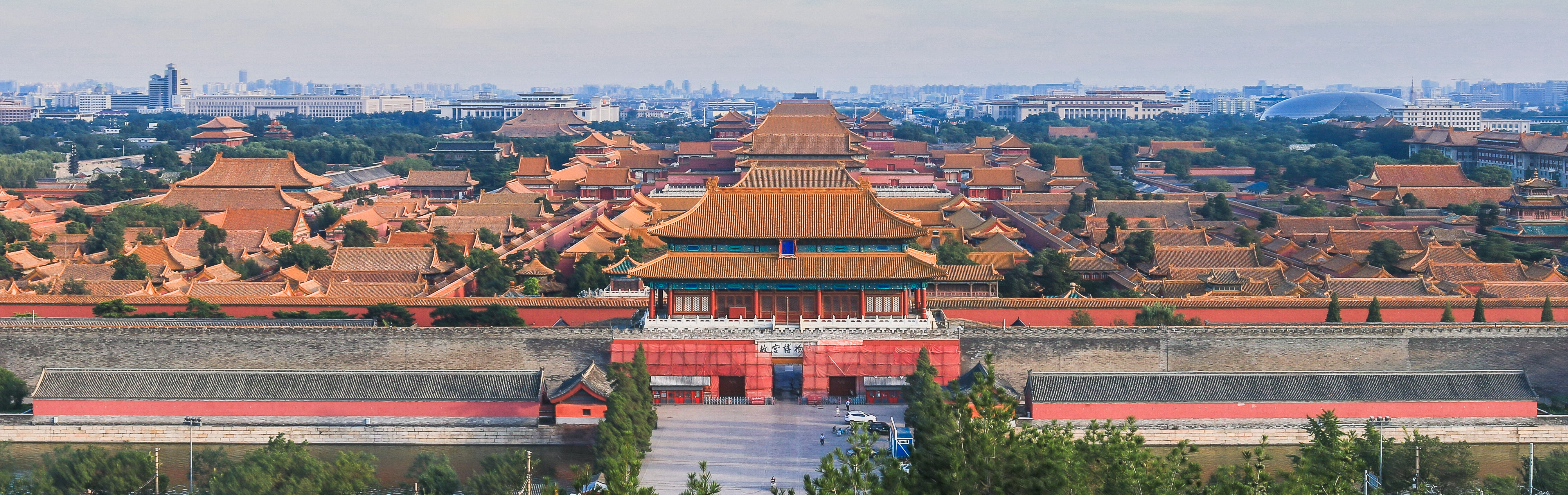
Пекин, Запретный город

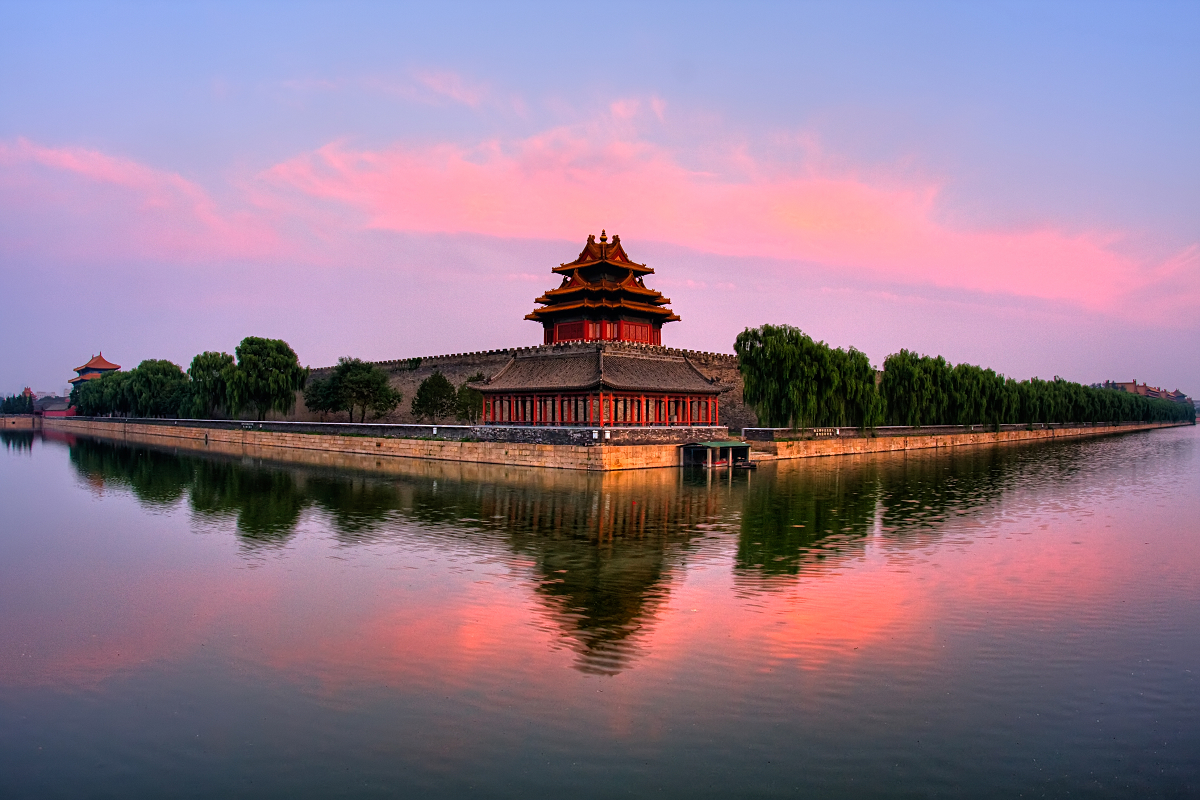
Башня северо-западного угла стены Запретного города

Запретный город (кит. упр. 紫禁城, пиньинь Zǐjìnchéng, палл. Цзыцзиньчэн, буквально: «Пурпурный запретный город»; в наши дни обычно именуется кит. упр. 故宫, пиньинь Gùgōng, палл. Гугун, буквально: «Бывший дворец») — самый обширный дворцовый комплекс в мире (961 x 753 метра, 720 тыс. м², 980 зданий). Находится в центре Пекина, к северу от главной площади Тяньаньмэнь и восточнее озёрного квартала (резиденции современных руководителей страны). Главный дворцовый комплекс китайских императоров начиная с династии Мин и до конца династии Цин, то есть с 1420 по 1912 годы; на протяжении всего этого времени служил как место жительства императоров и членов их семей, так и церемониальным и политическим центром китайского правительства. Отсюда Поднебесной правили 24 императора династий Мин и Цин.
Построенный в период с 1406 по 1420 годы как дворец китайских императоров Мин, дворцовый комплекс с тех пор претерпел множество изменений. Будучи образцом традиционной китайской дворцовой архитектуры, комплекс повлиял на культурное и архитектурное развитие как Восточной Азии, так и других регионов. С 1925 года Запретный город находится в ведении Дворцового музея, чья обширная коллекция произведений искусства и артефактов была сформирована на базе императорских коллекций династий Мин и Цин. Часть бывшей музейной коллекции сейчас расположена в Музее императорского дворца в Тайбэе; оба музея берут своё начало от одного и того же учреждения, однако после Гражданской войны в Китае разделились.
В 1987 году Запретный город первым из китайских объектов был занесён ЮНЕСКО в список всемирного наследия человечества. Включён ЮНЕСКО в число крупнейших в мире собраний сохранившихся древних деревянных строений.

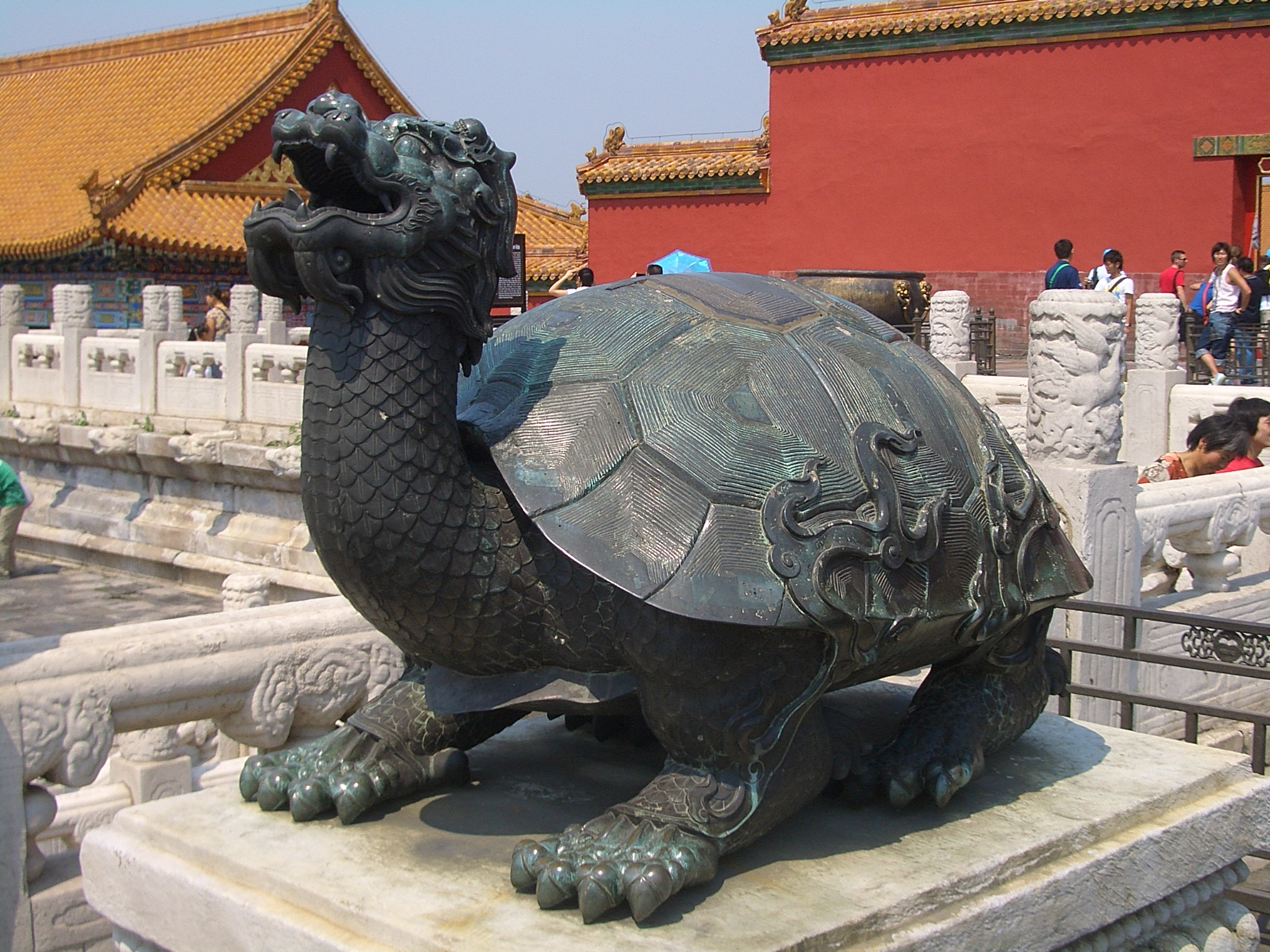
Черепаха в Запретном городе

## Название

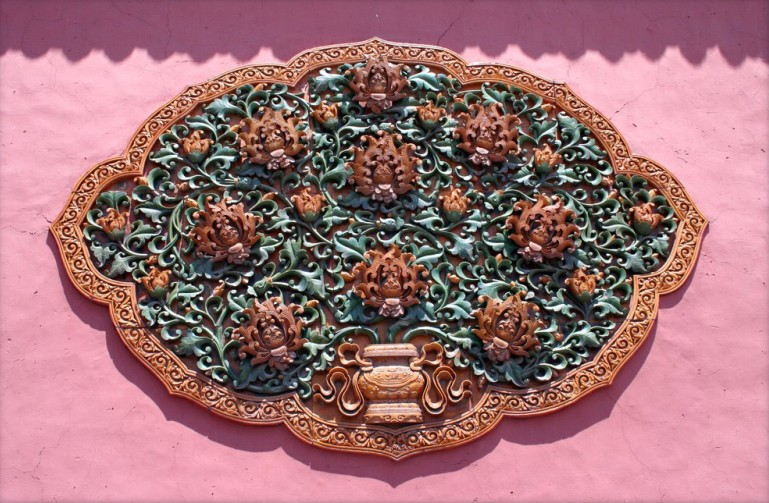
Глазурованный декор здания

Распространённое наименование «Запретный город» — перевод китайского названия Цзыцзиньчэн (Пурпурный запретный город). Другим названием, имеющим такое же происхождение, выступает «Запретный дворец».
Название «Цзыцзиньчэн» многоуровневое по своему значению:
- Цзы, или «Пурпурный», подразумевает Полярную звезду, которая в древнем Китае называлась звездой Цивей и в традиционной китайской астрологии была небесным обиталищем Небесного Императора. Окружающая небесная область — Три ограды (кит. упр. 紫微垣, пиньинь Zǐwēiyuán, буквально: «Вместилище Цивей») — была сферой Небесного Императора и его семьи. Запретный город как резиденция земного императора был земным эквивалентом этой сферы.
- Цзинь, или «Запретный», относилось к тому факту, что никто не мог войти во дворец или покинуть его без высочайшего дозволения. Запретный город в самом сердце Пекина был отрезан от остального города рвами и пурпурно-красными стенами; только император и его приближённые имели право здесь находиться, а для простого люда эта часть Пекина была недоступна. Ещё в XIX веке иностранцы почти никогда там не бывали, поэтому, когда Пекин был взят в 1900 году при подавлении Ихэтуаньского восстания, многие европейцы и американцы писали, как они смогли впервые посетить таинственный дворцовый комплекс.
- Чэн означает «город»[5].

Сегодня этот объект по-китайски известен, чаще всего, как Гугун, что означает «Бывший дворец».

## История

### Сооружение и династия Мин

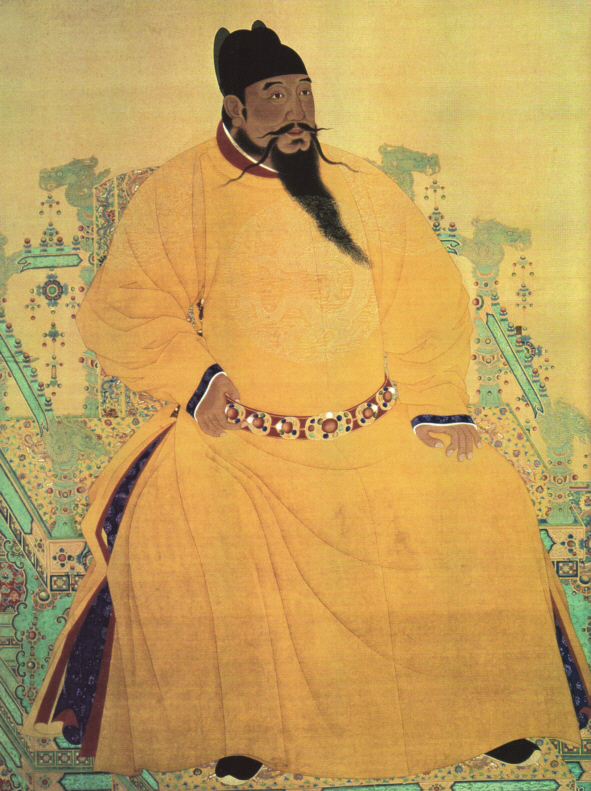
Построить Запретный город приказал император Юнлэ

В эпоху монгольской династии Юань местоположение Запретного города находилось на территории Имперского города. После падения династии Юань, император Хунъу династии Мин переместил столицу из северного Пекина в южный Нанкин, а в 1369 году распорядился сровнять дворцы Юань с землёй. Для его сына Чжу Ди был изобретён титул принца Янь, с резиденцией в Пекине. В 1402 году Чжу Ди узурпировал трон и стал императором, правившим под девизом «Юнлэ». Он сделал Пекин второстепенной столицей империи Мин, и в 1406 году по его указанию началось строительство того, чему предстояло стать Запретным городом. В то же самое время император развернул другой сравнимый по масштабам проект: строительство комплекса даосских храмов и монастырей на горе Уданшань, который, впрочем он так и не посетил.
План Запретного города был разработан множеством архитекторов и зодчих, а затем изучен императорским Министерством труда. В число главных архитекторов и инженеров вошли Каи Синь, вьетнамский евнух Нгуен Ан, Куаи Сиань, Лу Сиань и другие.
Строительство продолжалось 15 лет, потребовав труда ста тысяч искусных ремесленников — мастеров резьбы по камню, дереву, художников и т. д. — и до миллиона строителей. Колонны важнейших залов были выполнены из цельных брёвен драгоценного «китайского лавра (махила)» — наньму (кит. упр. 楠木, пиньинь nánmù), — Phoebe nanmu (лат.), встречающегося в джунглях юго-западного Китая. Повторить такое достижение в последующие годы не удалось: огромные колонны, которые мы видим сегодня, были сооружены заново при династии Цин, с использованием разнообразных пород сосны. Огромные террасы и большие каменные резные орнаменты были сделаны из камня, добытого в каменоломнях под Пекином. Самые крупные фрагменты невозможно было доставить обычными средствами; вместо этого, вдоль маршрута были вырыты колодцы, водой из которых в разгар зимы поливали дорогу. Таким образом создавался слой льда, по которому тащили камни.
Полы крупнейших залов были вымощены «золотыми кирпичами» (кит. упр. 金砖, пиньинь jīnzhuān) из обожжённой глины, добытой в семи уездах префектур Сучжоу и Сунцзян. Обжиг каждой партии занимал месяцы; в результате были получены гладкие кирпичи, при ударе издававшие металлический звук. Большая часть внутреннего мощения, которое мы видим сегодня, представляет собой оригиналы, возраст которых составляет шесть веков.

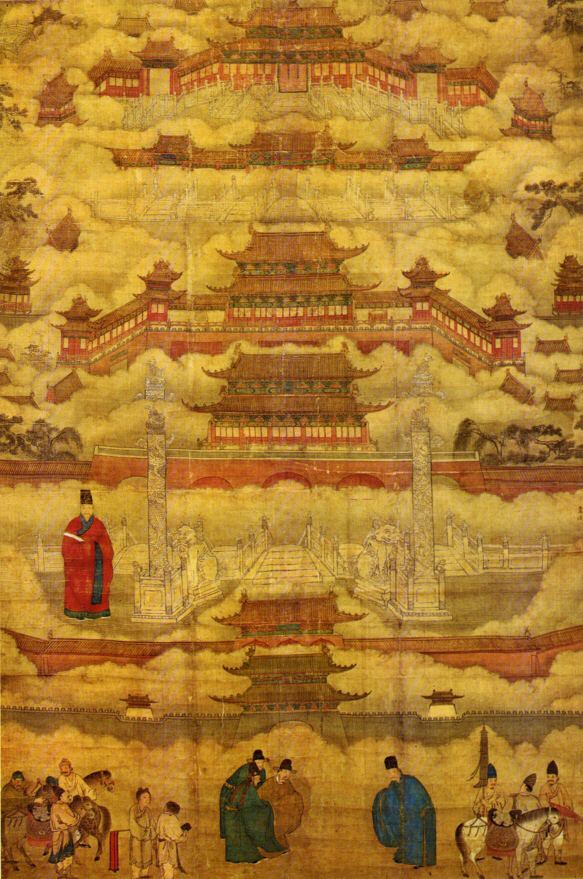
Запретный город, как он изображён на рисунке эпохи династии Мин

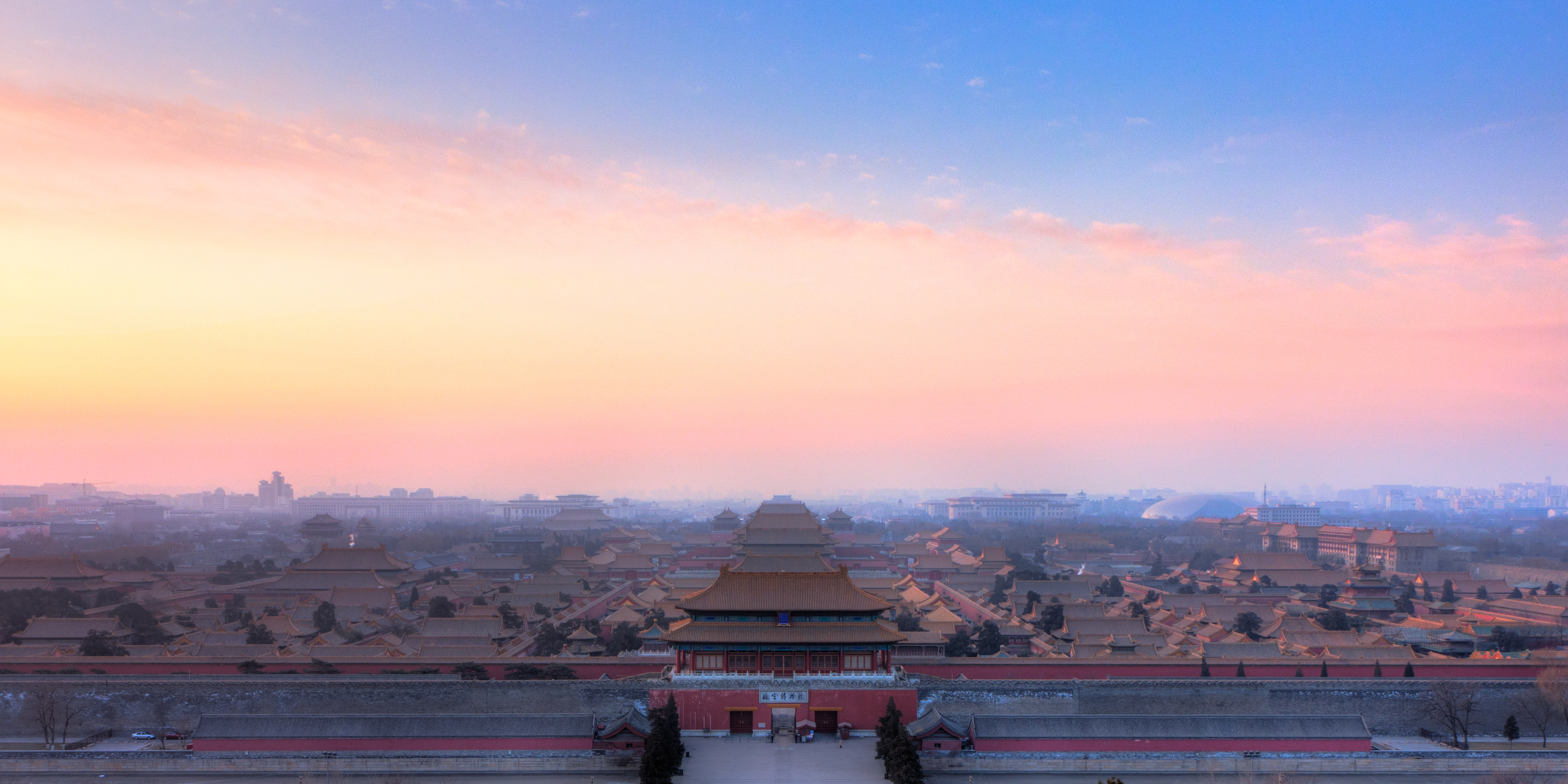
Вид на Запретный город с холма Цзиньшань.

Почва, вынутая во время сооружения рва, была сложена к северу от дворца, для создания искусственного холма Цзиньшань.
Ещё до того, как дворец был закончен, Чжу Ди переехал в Пекин под видом «путешествующего и охотящегося» (巡狩): административный центр империи постепенно сместился из Нанкина в Пекин. Когда в 1420 году дворец был закончен, Чжу Ди переехал в него, а Пекин официально стал основной столицей империи. Однако не прошло и девяти месяцев по завершении их строительства, как три главных зала, включая тронный, сгорели. Восстановление их заняло 23 года.
Запретный город обладал уникальными для своего времени характеристиками. Во всём дворцовом комплексе нет ни одной печной трубы. С самого начала, после постройки, здесь была устроена система отопления, проведённая под полом жилых построек. Источники тепла находились за пределами построек, к которым были проведены подземные трубы, по которым и поступал тёплый воздух. Также обитатели Запретного города для обогрева использовали особые жаровни с древесным углём, при горении не имевшем дыма и запаха. Эти жаровни были оборудованы специальным колпаком, исключавшим случайный выброс горячих углей. По этой причине необходимость в печных трубах во дворце отпадала. Такая система отопления была экологичной и существенно повышала противопожарную безопасность в Запретном городе, который, в основном, построен из дерева.
С 1420 по 1644 годы Запретный город был резиденцией династии Мин. В апреле 1644 года его захватили войска повстанцев под предводительством Ли Цзычэн, и император Чунчжэнь — последний император династии Мин — повесился на холме Цзиньшань. Ли Цзычэн провозгласил себя императором династии Шунь в Зале Военного величия. Однако вскоре он бежал, спасовав перед объединёнными силами бывшего минского генерала У Саньгуя и маньчжурских армий, по ходу дела предав огню части Запретного города.

### Династия Цин

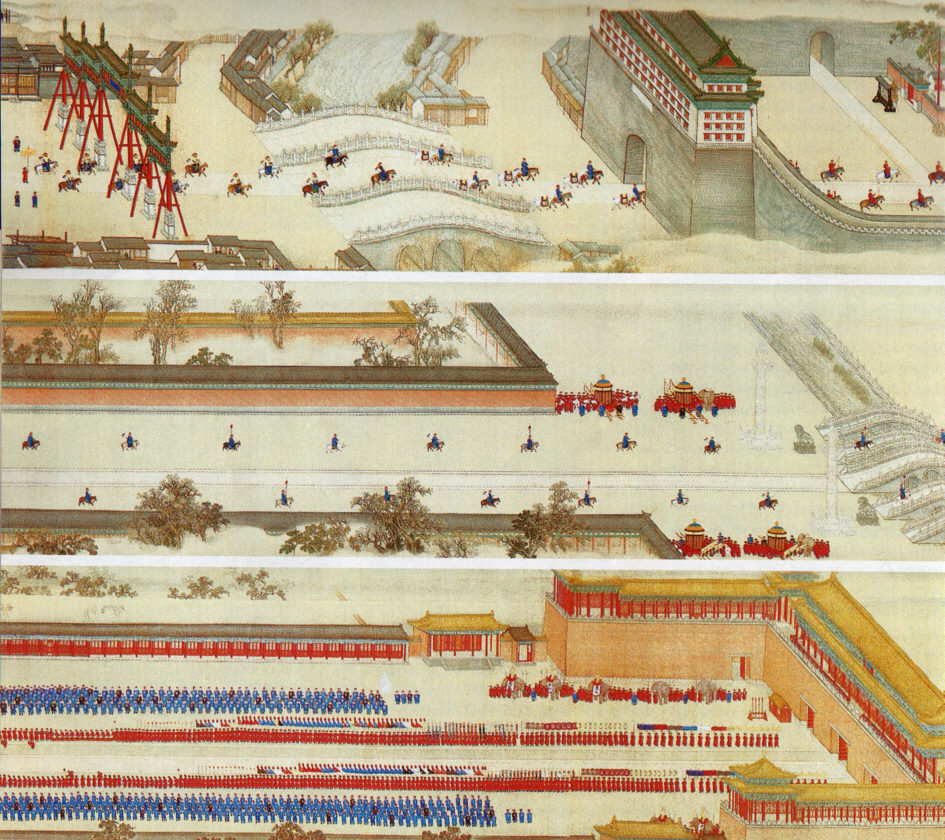
Император Канси возвращается в Запретный город после поездки на юг.

К октябрю 1644 года Маньчжуры добились господства в северном Китае, и принц-регент Доргонь провозгласил династию Цин в качестве преемника Мин. В Запретном городе состоялась церемония объявления молодого императора Шуньчжи правителем всего Китая. Правители Цин в основном поддерживали минскую структуру дворца, за исключением названий некоторых ключевых зданий. В названиях, присвоенных династией Мин, предпочтение отдавалось знаку цзи (кит. трад. 極, упр. 极), который означает «превосходство» или «исключительность», в то время как в новых цинских названиях предпочитались термины, означающие «мир» и «гармонию»; например, Хуаньджидянь, «Зал Имперского превосходства», был переименован в Тайхэдянь, «Зал Верховной гармонии».

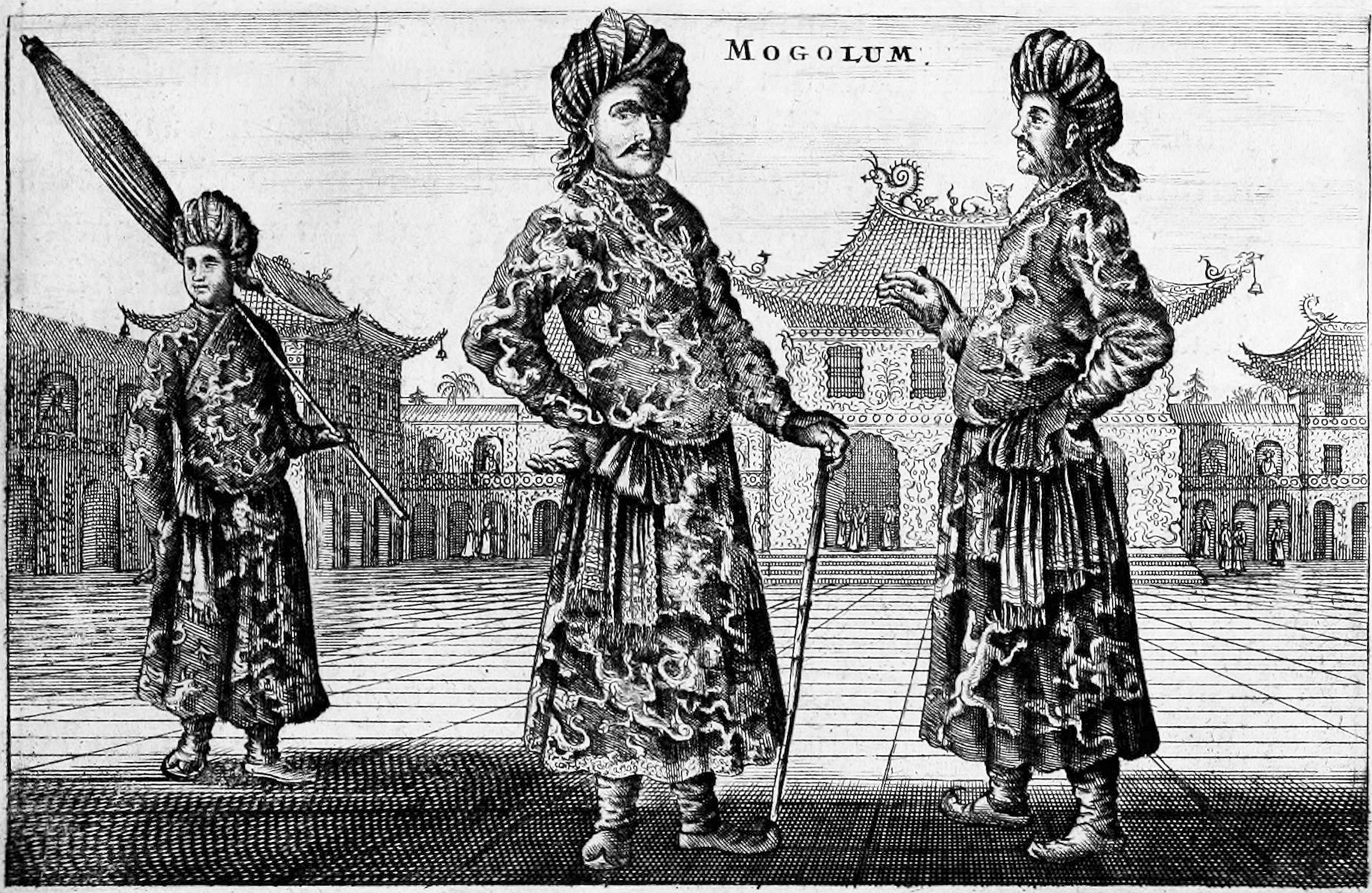
Турфанская делегация в Запретном городе (1656 год)

Кроме того, указатели и таблички с названиями были сделаны двуязычными (на китайском и маньчжурском), а главная часть официальной опочивальни императрицы, — Зала Земного спокойствия, — стал шаманистическим святилищем.
Таким образом, Запретный город стал центром власти династии Цин. Однако в Цинскую эпоху многие императоры наведывались в Запретный город только для формальных приёмов, проводя большую часть времени за городом, в Летнем дворце или дворце Юаньминъюань.

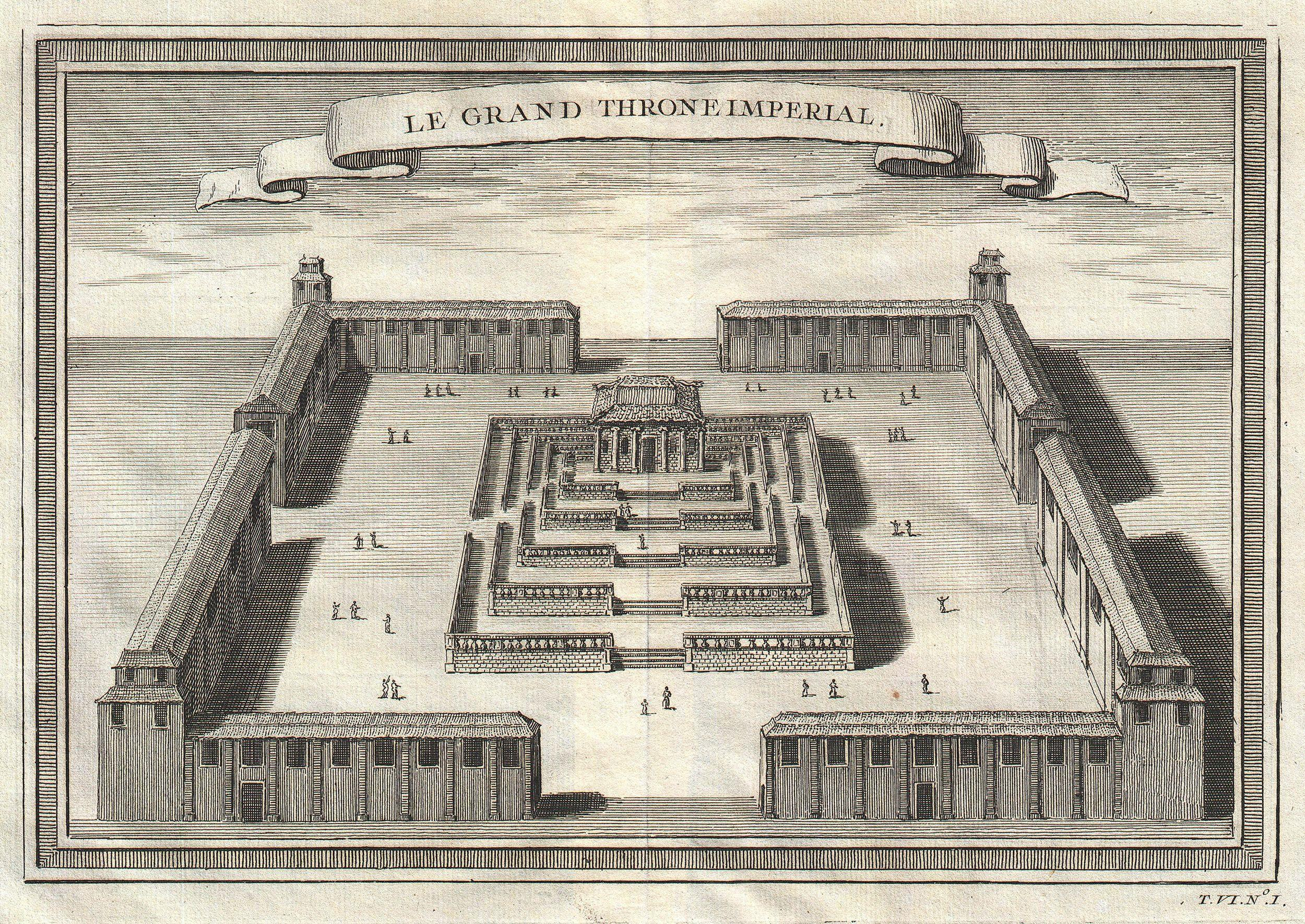
Вид на Большой Тронный Зал в Запретном городе, Жак-Никола Беллин, 1756

В 1860 году, во время Второй опиумной войны, англо-французские силы овладели Запретным городом и оккупировали его вплоть до конца войны. В 1900 году императрица Цыси бежала из Запретного города во время Боксёрского восстания, оставив его под оккупацией войск держав договора вплоть до следующего года.
Служивший домом двадцати четырём императорам, — четырнадцати династии Мин и десяти династии Цин, — после свержения цинской династии в 1911—1912 годах и отречения Пу И, последнего императора Китая, в 1912 году, Запретный город перестал быть политическим центром страны. Однако, по соглашению, заключённому между императорским домом Цин и правительством новой Китайской Республики, Пу И было разрешено — фактически, приказано — проживать в пределах стен Запретного города. Пу И и его семья сохранили за собой право пользования Внутренним дворцом, в то время как Внешний дворец был передан республиканским властям. В 1914 году во Внешнем дворце был основан музей.

### После революции

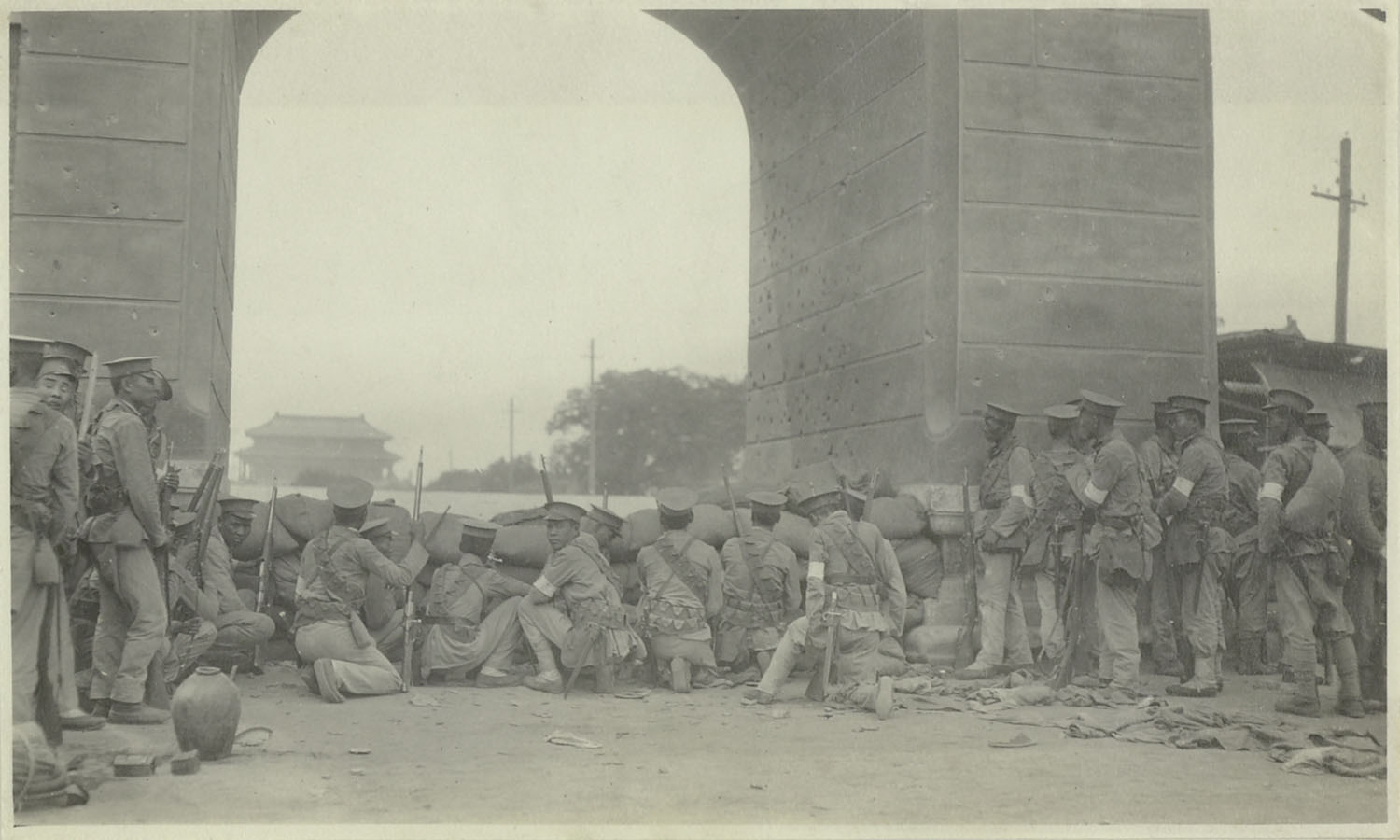
Республиканские войска ведут бой с целью отбить Запретный город 12 июля 1917 года, после предпринятой генералом Чжан Сюнем попытки реставрации империи

В период Бэйянского правительства Китайской Республики росло недовольство пребыванием Пу И во дворце
В 1923 году Реджинальд Джонстон, учитель английского языка Пу И, рассказал ему, что евнухи тайком выносят из дворца драгоценности и продают их в антикварных магазинах. Пу И заказал аудит дворцовых коллекций. Прежде чем начался аудит, пожар уничтожил сады Дворца созидаемого процветания (建福宫), в котором хранилась большая часть коллекции произведений искусства императора Цяньлуна. В своих мемуарах Пу И утверждал, что пожар был устроен евнухами для сокрытия совершённых ими растрат. Этот пожар ещё усилил общественное раздражение тем фактом, что Пу И продолжает занимать дворец. Сады были восстановлены лишь в 2005 году.

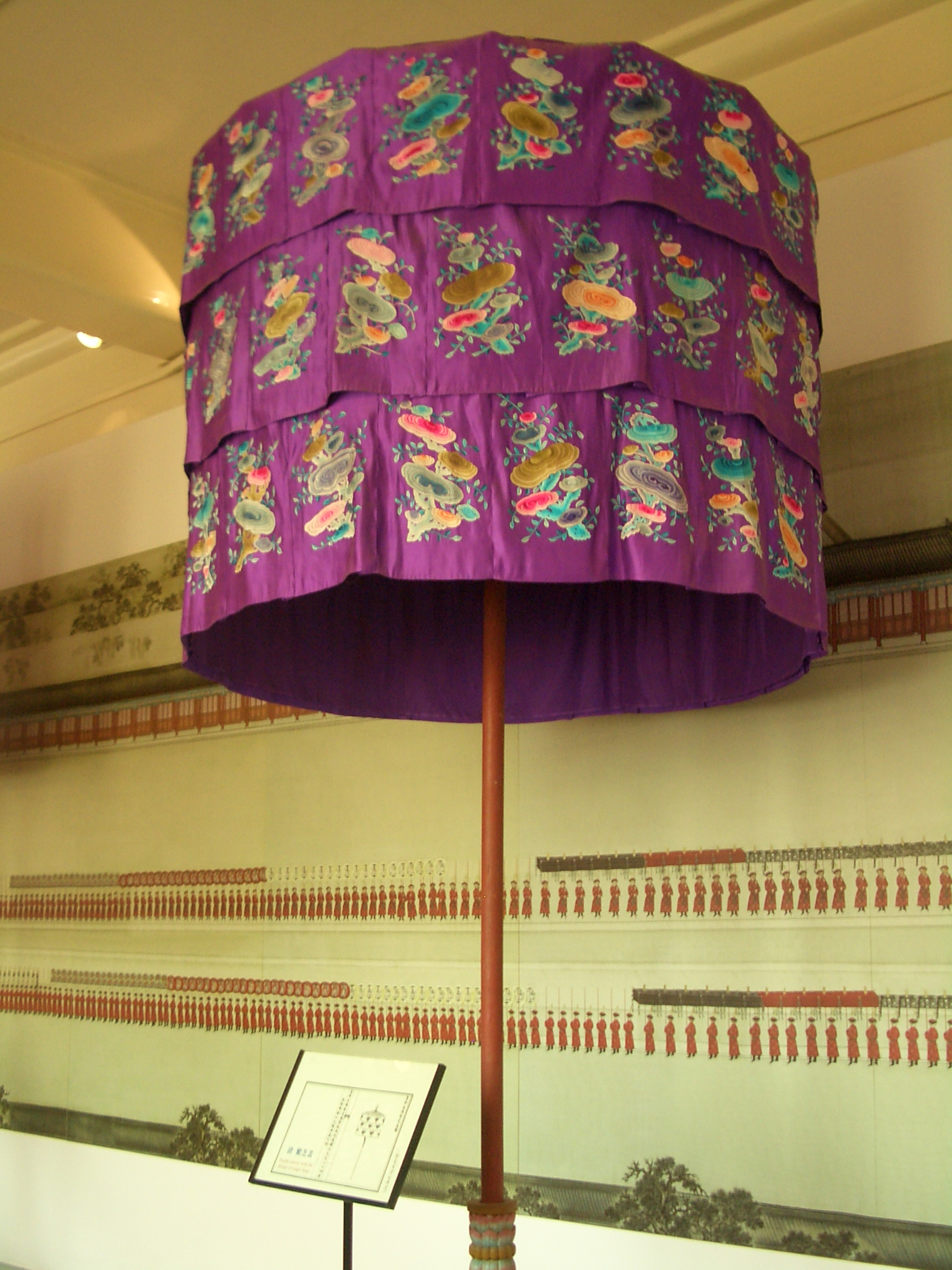
Балдахин, изукрашенный волшебными грибами — лишь один из сотен тысяч экспонатов музея

В 1924 году в результате путча Пекином овладел генерал Фэн Юйсян. Денонсировав предшествующее соглашение с императорским домом Цин, Фэн изгнал Пу И из дворца. Обширная коллекция предметов искусства, собранная минскими и цинскими императорами, перешла в руки республики. На их основе 10 октября 1925 года (Праздник Двух Десяток) в бывшем императорском дворце был создан соответственно названный музей (кит. упр. 故宫博物院, пиньинь Gùgōng Bówùyùan, палл. Гугун Боуюань, буквально: «Музей „Бывший императорский дворец“»), часто известный и на других языках как Музей «Гугун». (Впрочем, у музея был гораздо меньшего размера предшественник, открытый в одном из зданий дворца — Зале Боевой славы («К») (кит. 武英殿, Уиндянь) — уже в 1914 году). Большое количество находившихся там драгоценностей и любопытных артефактов были постепенно каталогизированы (около 1,17 млн единиц хранения согласно описи 1925 года) и выставлены на обозрение публики.
В 1933 году японское вторжение в Китай поставило под угрозу безопасность этих национальных реликвий, и они были вывезены из Запретного города. Начиная с 1933 года значительная часть коллекции музея (111 549 единиц хранения, включая важные артефакты и императорские троны), были упакованы и эвакуированы. Вначале они были отправлены в Нанкин, а затем в Шанхай. Однако вскоре японские войска стали угрожать Шанхаю. Исполнительный Совет принял решение эвакуировать коллекции на дальний запад. Артефакты были разделены на три партии. Одна направилась северным маршрутом в сторону Шэньси. Другая была отправлена по Янцзы на юго-запад страны, в направлении Сычуаня и Гуйчжоу. Последняя партия была транспортирована на юг, в сторону Гуанси. Скорость японского наступления заставила, во избежание бомбёжки и захвата, перемещать артефакты быстро, зачастую принимая решения всего за час до отправки. В конце концов, все три коллекции оказались в относительной безопасности в Сычуане, где они оставались до конца войны.
Тем временем японская армия захватила Запретный город в Пекине. Многие сотрудники музея оставались в Пекине всю войну, и либо из-за их присутствия, либо из-за уважения японских властей к Пу И (ставшему императором прояпонского государства Маньчжоу-го), часть коллекции, остававшаяся во время войны в Пекине, также уцелела. Японская армия смогла вывезти лишь несколько больших бронзовых чанов и фрагменты пушки. Большая часть этих трофеев была после войны обнаружена в Тяньцзине.
В 1945 году, после победы над Японией и окончания гражданской войны, артефакты были перевезены обратно в Нанкин и Пекин. Примечательно, что ни один из них не был ни повреждён, ни утерян. Коллекции музея в пекинском Запретном городе с тех пор расширялись за счёт передачи экспонатов из других музеев страны и из других источников.

### Дворцовый музей на Тайване
В конце 1940-х годов, после того как гоминьдан проиграл гражданскую войну в Китае, Чан Кайши приказал перевезти артефакты музея «Гугун» из Запретного города и Национального музея в Нанкине на Тайвань. По мере развития событий, никакие артефакты из Пекина отправлены не были; однако многие из лучших коллекций, хранившихся в Нанкине (2972 ящика из 13 427), были переправлены на Тайвань, где они стали ядром Музея Императорского Дворца в Тайбэе.
В результате улучшения отношений между КНР и Тайванем в XXI веке стало возможным и развитие контактов между пекинским и тайбэйскими музеями «Гугун». Начиная с 2009 года в Тайбэе были проведены ряд важных совместных экспозиций с предметами из обеих (пекинской и тайбэйской) коллекций. Однако из Тайбэя в Пекин для выставок пока лишь посылаются фотографии и видеозаписи, но не оригиналы экспонатов, ввиду неурегулированности их правового статуса: тайваньская сторона не уверена в том, разрешат ли власти КНР вернуть на Тайвань посланные в Пекин экспонаты.

### При Китайской Народной Республике
В 1949 году у Врат небесного спокойствия, прямо напротив Запретного города, была провозглашена Китайская Народная Республика. На протяжении следующих двух десятилетий были внесены различные предложения — сровнять с землёй или реконструировать Запретный город, чтобы разбить общественный парк, построить транспортную развязку или «развлекательные объекты».
В этот период Запретный город претерпел некоторый ущерб, включая разборку трона в Зале центральной (полной) гармонии, снятие табличек с названиями с нескольких зданий и садов, и разрушение некоторых небольших ворот и построек.
Пик ущерба пришёлся на период Культурной революции. В 1966 году был модифицирован Зал Поклонения предкам и разрушены некоторые артефакты — ради выставки революционных грязевых скульптур. Однако дальнейшее разрушение было предотвращено, благодаря вмешательству Премьера Чжоу Эньлая, пославшего армейский батальон охранять город. Эти войска также предотвратили разграбление дворца Красной гвардией, устремившейся на штурм и разрушение «Четырёх пережитков». С 1966 по 1971 годы все ворота в Запретный город были запечатаны, дабы спасти его от дальнейшего разрушения.
В 1987 году ЮНЕСКО объявила Запретный город объектом Всемирного наследия под наименованием «Императорский дворец династий Мин и Цин» — в связи с его важной ролью в развитии китайской архитектуры и культуры.

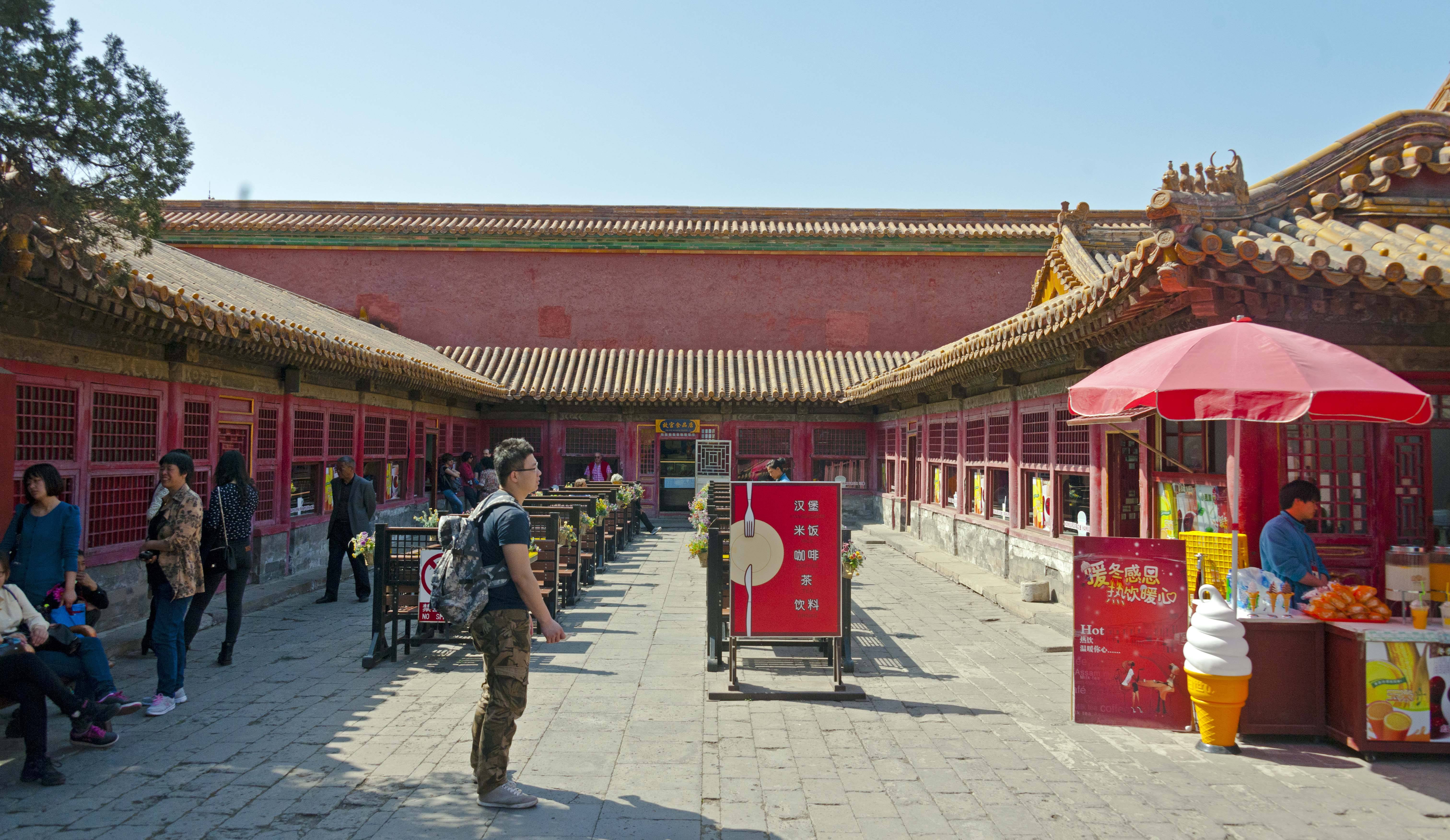
Ресторанный дворик на территории Шести Западных Дворцов

Несмотря на усилия, прилагаемые для предотвращения коммерциализации дворца, существует некоторое количество коммерческих предприятий — таких, как сувенирные магазины и фотокиоски. Эти коммерческие предприятия часто становились предметом разногласий. Кофейня Starbucks, открывшаяся в 2000 году, спровоцировала возражения и в конечном счёте 13 июля 2007 года была закрыта. Китайские СМИ отметили также пару сувенирных магазинов, в 2006 году отказавшихся принять граждан Китая. Согласно сообщениям, целью являлось сохранение атмосферы, в которой иностранцы могли становиться жертвами вздувания цен. Впоследствии некоторые комментаторы, например, влиятельный ведущий Phoenix TV Лукиу Лювей, подвергли сомнению саму практику сдачи в аренду участков в Запретном городе в качестве мест розничной торговли.
В 2005 году IBM и Дворцовый музей анонсировали совместный проект создания на базе Интернета виртуальной модели Запретного города и ассоциированных с ним объектов в Пекине. В 2008 году этот сетевой проект культурного наследия был выпущен в свет под названием «Запретный город: Вне пространства и времени». Он реализован на английском и китайском языках. Виртуальный Запретный город включает в себя около 800 зданий и представляет интерактивные трёхмерные модели построек Запретного города и культурных артефактов.

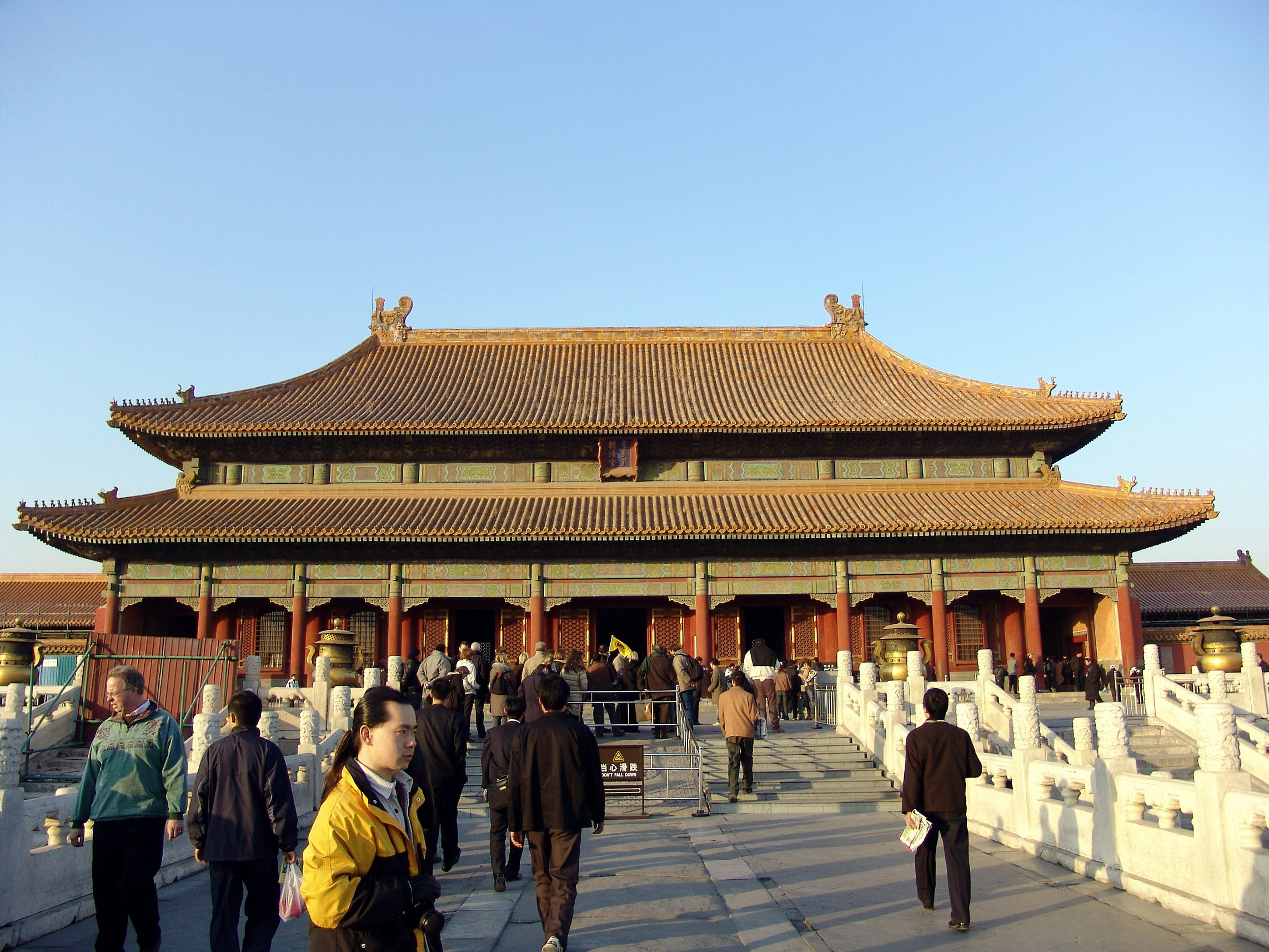
Туристы в Дворцовом музее

В наши дни дворцовый комплекс является одной из главных туристических достопримечательностей Пекина. Запретный город ежегодно посещают около 7 миллионов человек; в летний период, число туристов достигает 77 тысяч в день. Ответственность за сохранение и реставрацию Запретного города возложена на Дворцовый музей. Ограничена высота зданий, расположенных вокруг него. В 2005 году начался рассчитанный на шестнадцать лет проект по ремонту и реставрации всех зданий Запретного города, с целью их возвращения к состоянию до 1912 года. Эта реставрация — крупнейшая из всех предпринятых за два века; она предполагает поочерёдное закрытие участков Запретного города для проведения оценки, ремонта и реставрации. Некоторые заброшенные или разрушенные участки перестраиваются, что также является составляющей проекта. Сады Дворца созидаемого процветания, разрушенные пожаром в 1923 году, были восстановлены в 2005 году, однако остаются закрытыми для публики. Кроме того, в ином стиле был спроектирован интерьер, а здания используются для проведения визитов государственных деятелей.

## Описание

### Планировка
| A. Ворота Умэнь. Б. Ворота Шэньумэнь. В. Ворота Сихуамэнь. Г. Ворота Дунхуамэнь. Д. Сторожевые башни. Е. Ворота Тайхэмэнь. Ж. Павильон Тайхэдянь. З. Павильон Чжунхэдянь. И. Павильон Баохэдянь. К. Флигель Уиндянь. | Л. Флигель Вэньхуадянь. М. Сад Цынин. Н. Наньсаньсо. О. Дворец Цяньцингун. П. Дворец Цзяотайдянь. Р. Дворец Куньнингун. С. Императорский сад. Т. Павильон Янсиньдянь. У. Дворец Ниншоугун. |

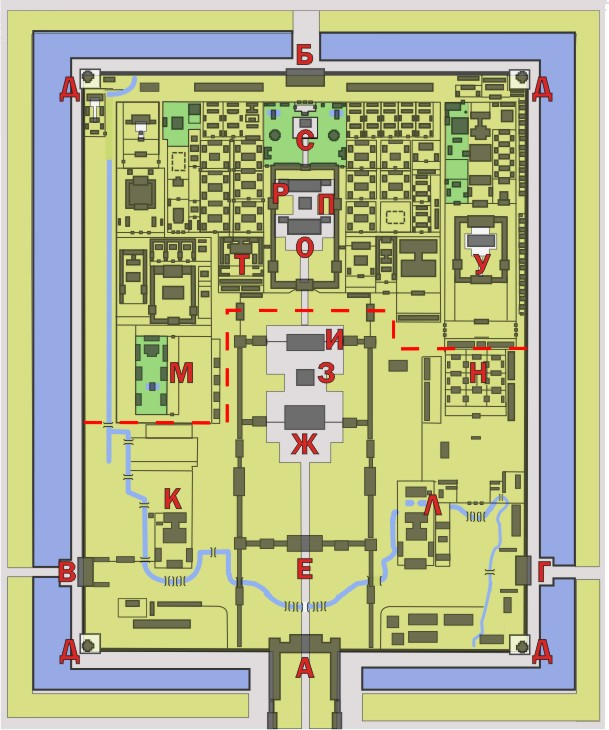
План Запретного города.
----
Красным пунктиром проведена приблизительная разграничительная линия между Внутренним дворцом (север) и Внешним дворцом (юг) Запретного города.
----
A. Ворота Умэнь.
Б. Ворота Шэньумэнь.
В. Ворота Сихуамэнь.
Г. Ворота Дунхуамэнь.
Д. Сторожевые башни.
Е. Ворота Тайхэмэнь.
Ж. Павильон Тайхэдянь.
З. Павильон Чжунхэдянь.
И. Павильон Баохэдянь.
К. Флигель Уиндянь.
Л. Флигель Вэньхуадянь.
М. Сад Цынин.
Н. Наньсаньсо.
О. Дворец Цяньцингун.
П. Дворец Цзяотайдянь.
Р. Дворец Куньнингун.
С. Императорский сад.
Т. Павильон Янсиньдянь.
У. Дворец Ниншоугун.

Запретный город представляет собой прямоугольник с длинами сторон 961 метр (с севера на юг) на 753 метра (с востока на запад). Он состоит из 980 сохранившихся зданий с 8886 «бухтами» комнат (хотя в это число могут не входить различные вестибюли). Ещё одной часто встречающейся оценкой является 9999 комнат, включая вестибюли; хотя эта цифра часто цитируется, она не поддерживается данными изысканий и, скорее всего, представляет собой устную традицию. В целом, у Запретного города три вертикальные оси; важнейшие здания расположены на центральной оси «север-юг».
Запретный город был спроектирован так, чтобы являться центром древнего Пекина. Он заключён внутри большей, обнесённой стенами, области, именуемой Имперский город. Имперский город, в свою очередь, заключён внутри Внутреннего города; к югу от последнего находится Внешний город. Запретный город продолжает играть важную роль в городской схеме Пекина. Центральный вектор «север-юг» остаётся центральной осью города; эта ось продолжается на юг через Врата Небесного Спокойствия до площади Тяньаньмэнь, церемониального центра Китайской Народной Республики, и далее до Юндимэнь. К северу она продолжается через холм Цзиньшань до Колокольной и Барабанной башен. Эта ось не ориентирована строго с севера на юг, но смещена — чуть более чем на два градуса. В настоящее время исследователи считают, что ось была спроектирована в эпоху династии Юань таким образом, дабы она была расположена на одной линии с Шанду — другой столицей их империи.
Запретный город традиционно разделяется на две части. Внешний дворец (外朝, Вайчэн), или Передний дворец (前朝), включает в себя южные участки, и использовался для церемониальных целей. Внутренний дворец (内廷, Нэйтин), или Задний дворец (后宫), включает северные участки, являлся резиденцией императора и его семьи и был предназначен для занятия повседневными государственными делами.

### Стены и ворота

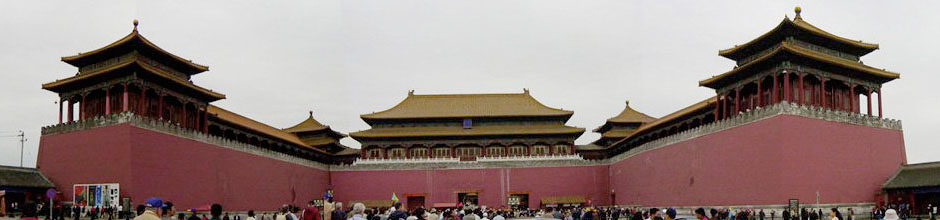
Меридианные (Полуденные) ворота — центральный вход в Запретный город — с двумя выступающими крыльями

Запретный город окружают стена длиной 3400 метров и высотой 7,9 метров, и ров глубиной 6 метров и шириной 52 метра. Ширина стен у основания составляет 8,62 метра, к вершине они сходятся до 6,66 метров. Эти стены служили в качестве как защитных, так и поддерживающих стен дворца. Они были построены из утрамбованной земли в качестве основы и с обеих сторон покрыты тремя слоями специально обожжённых кирпичей, промежутки между которыми были заполнены известковым раствором.

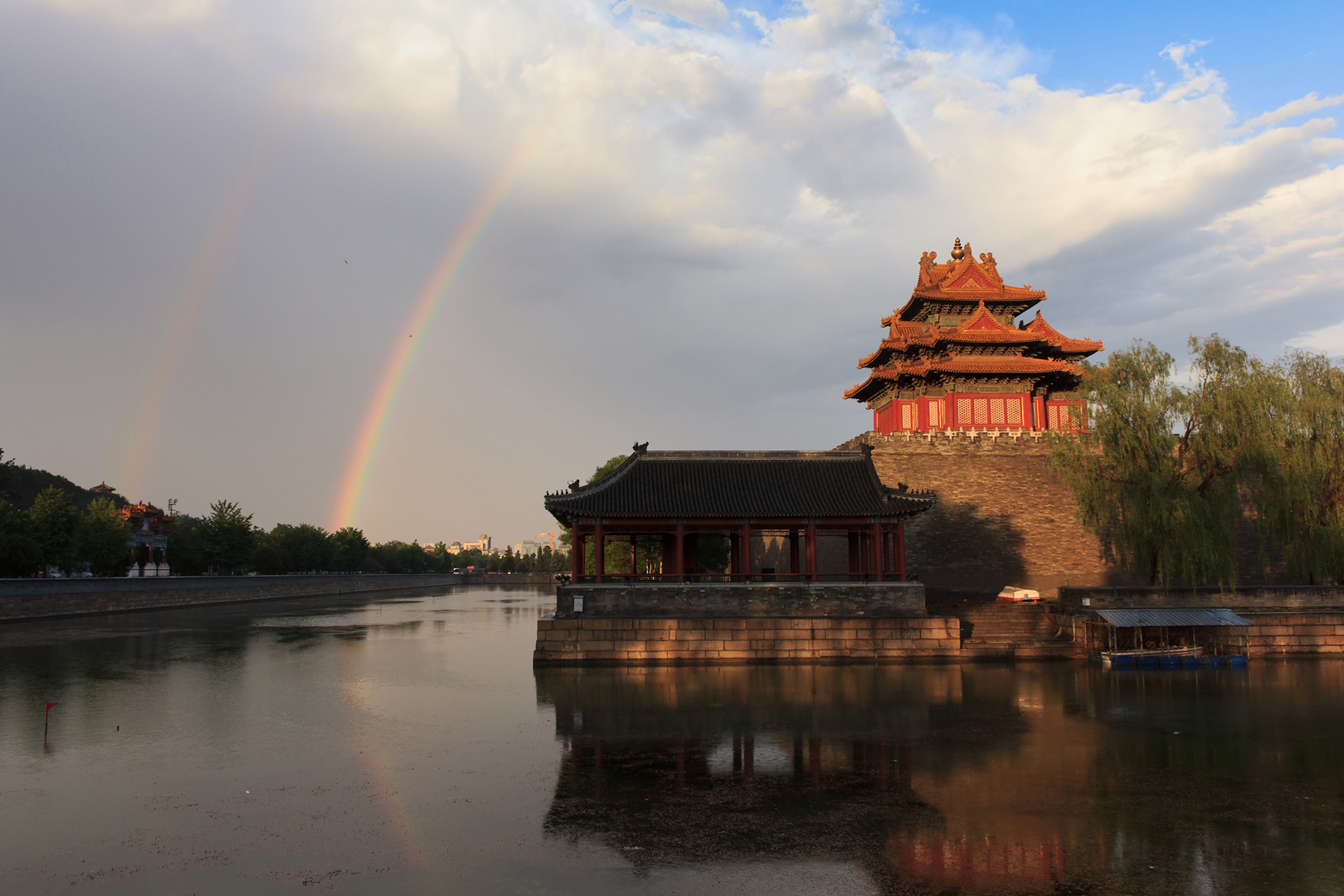
Башня северо-западного угла Запретного города с двойной радугой

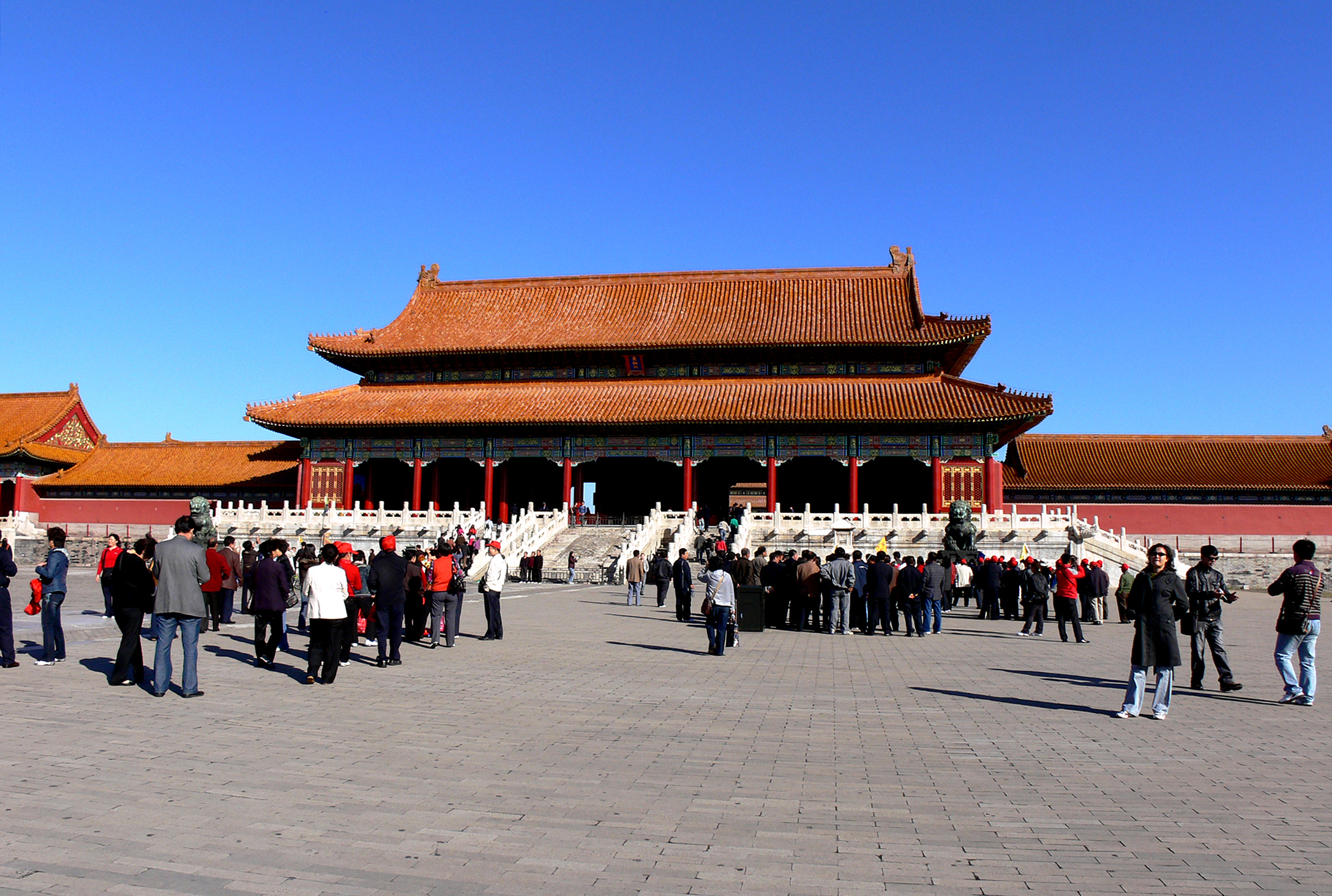
Ворота Верховной гармонии

На четырёх углах стены размещены башни («Д» на схеме), замысловатые крыши которых украшены 72 рёбрами (воспроизводя Павильон принца Тенга и Павильон жёлтого журавля, как они запечатлены на картинах эпохи династии Сун). Для простолюдинов, обитающих вне стен, эти башни являются самыми заметными компонентами дворца, и с ними связано много народных преданий. Согласно легенде, мастерам не удалось снова собрать угловую башню после того, как она была разобрана для ремонта в ранний период династии Цин, и она была восстановлена лишь после вмешательства бессмертного плотника Лу Баня.

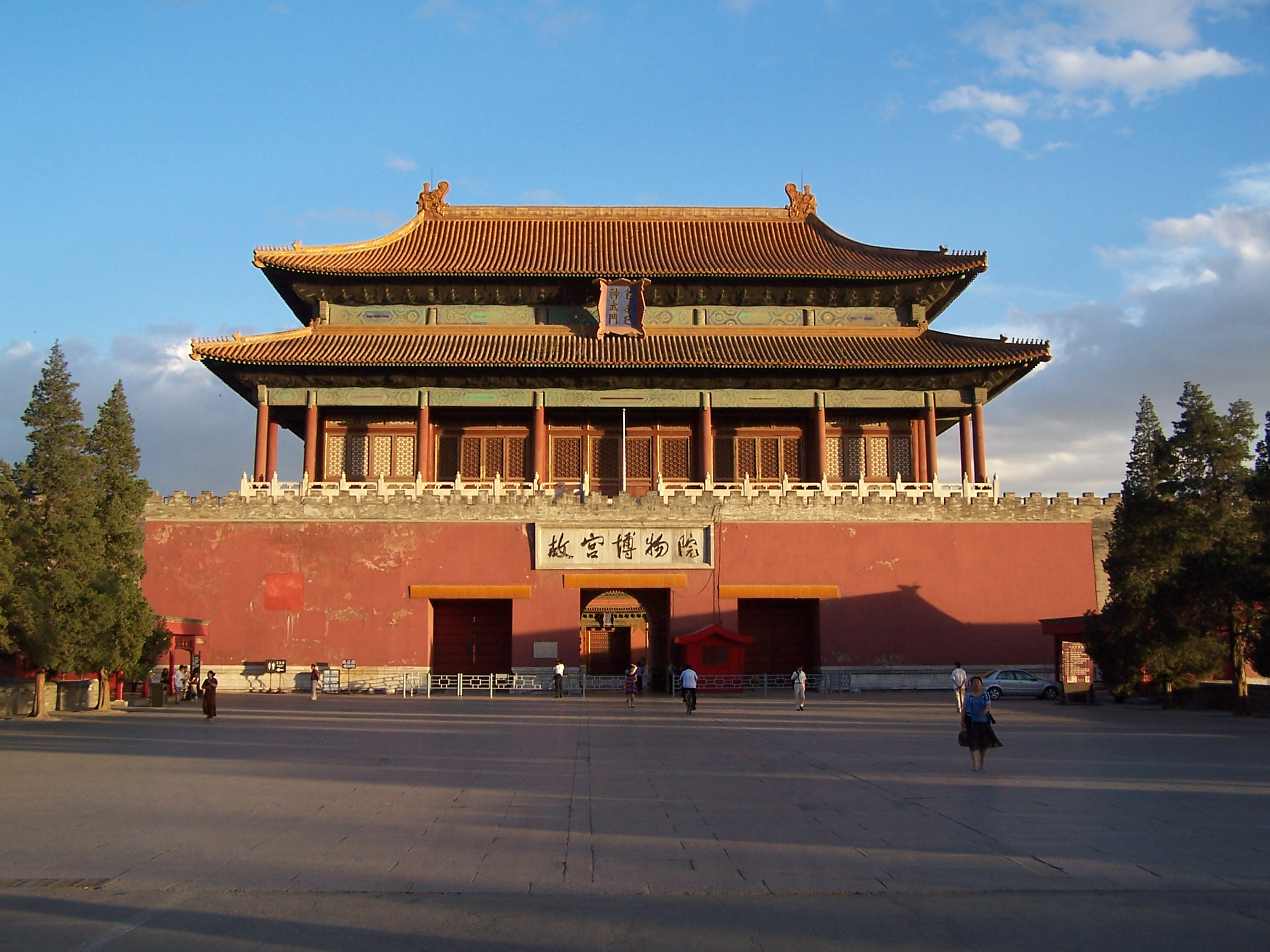
Ворота Божественной мощи (северные ворота). Нижняя табличка гласит: «Дворцовый музей»

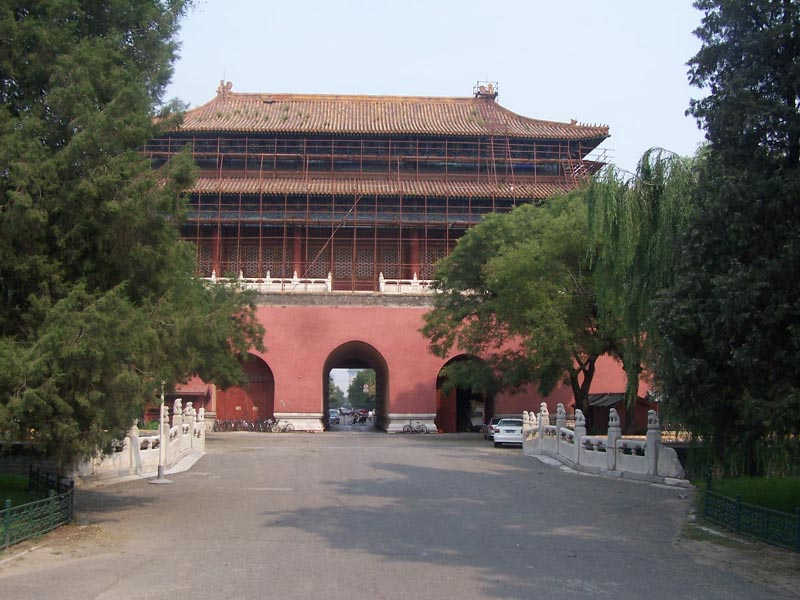
Восточные Ворота славы во время ремонтных работ, в период 16-летнего реставрационного процесса

Стены с каждой стороны снабжены воротами. В южной стене находятся главные, Меридианные (Полуденные) ворота («А» на схеме) (кит. 午門, Умэнь). (С площади Тяньаньмэнь в Запретный город ведут Врата небесного спокойствия, однако в техническом смысле они не являются его частью; это — ворота Имперского города.) От Меридианных ворот отходят два выступающих крыла, которые вместе с самими воротами формируют три стороны расположенной перед ними площади (площадь Умэнь, или Меридианных ворот). Ворота снабжены пятью проходами. Центральный проход является частью Императорского пути — вымощенной камнем дороги, которая формирует центральную ось Запретного города и всего древнего Пекина, и ведёт от Врат Китая на юге сквозь Запретный город, и вплоть до холма Цзиньшань на севере, сложенного из земли, вынутой при раскопке окружающего Запретный город рва. По Императорскому пути может ходить или ездить только император (а также императрица — по случаю своего бракосочетания — и студенты, успешно сдавшие Императорский экзамен.
На севере расположены Ворота Божественной Мощи (или Военной Доблести) («Б») (кит. 神武门, Шэньумэнь), выходящие на парк Цзиншань. Восточные и западные ворота называются «Восточные Ворота Славы» («В») (кит. 东华门, Дунхуамэнь) и «Западные Ворота Славы» («Г») (кит. 西华门, Сихуамэнь). Все ворота Запретного города декорированы девятью рядами по девять золотых гвоздей — за исключением Восточных Ворот Славы, которые украшены лишь восемью рядами.

### Внешний дворец, или Южный сектор

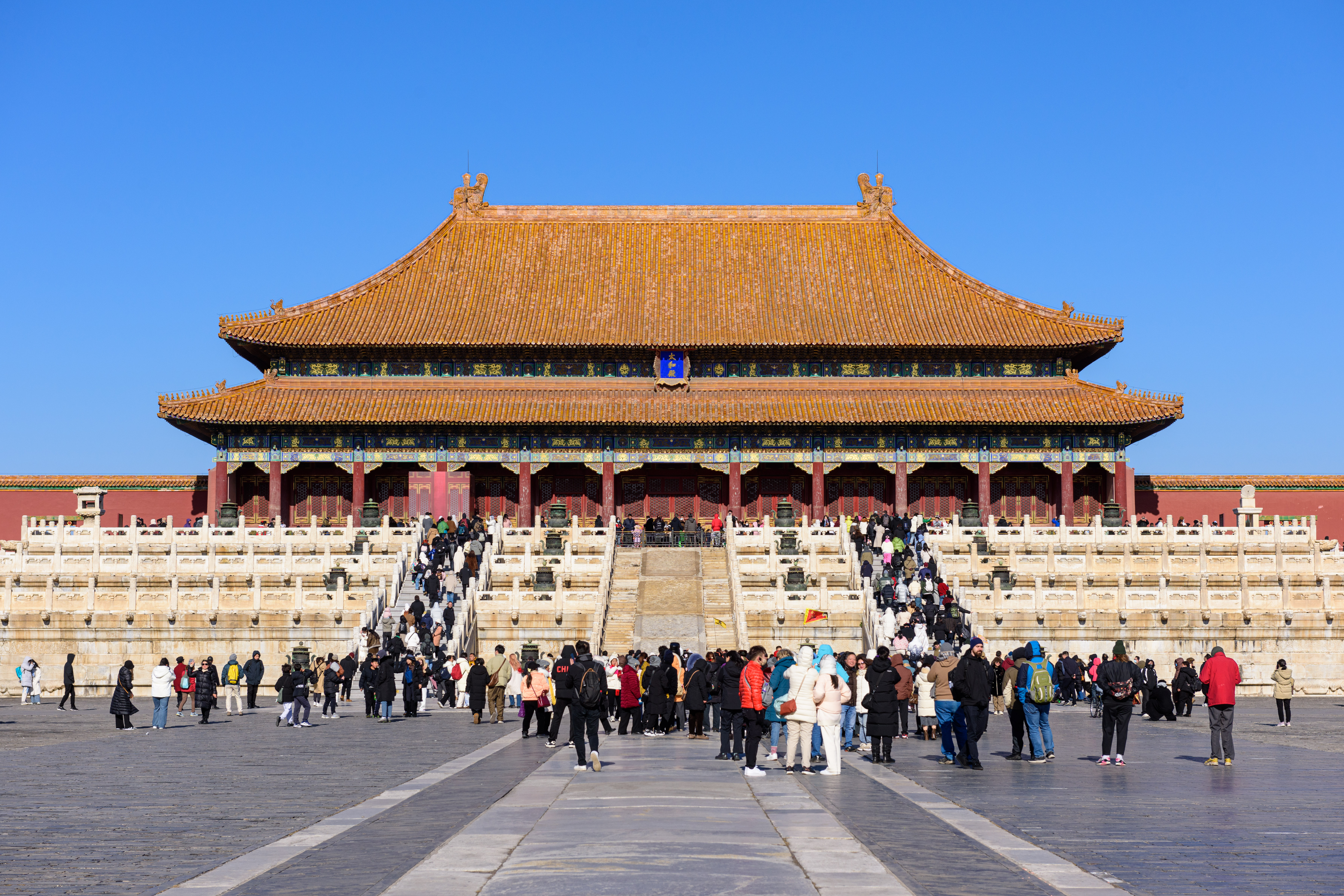
Зал Верховной гармонии

Пройдя через Меридианные (Полуденные) ворота, посетитель попадает на большую площадь, пронизанную извивистой Внутренней Рекой Золотой Воды, через которую перекинуто пять мостов. За площадью возвышаются Врата Верховной гармонии («Е») (кит. 太和门, Тайхэмэнь). За ними находится площадь Зала Верховной гармонии (буквой на карте не отмечена). От этой площади поднимается высокая трёхъярусная терраса из белого мрамора. На вершине этой террасы расположены три зала — средоточие внешнего дворцового комплекса. Это — в направлении с юга на север — Зал Верховной гармонии («Ж») (кит. 太和殿, Тайхэдянь), Зал Центральной (Полной) гармонии («З») (кит. 中和殿, Чжунхэдянь) и Зал Сохранения гармонии («И») (кит. 保和殿, Баохэдянь). Это основные помещения Внешнего дворца, где император выполнял свои государственные функции.

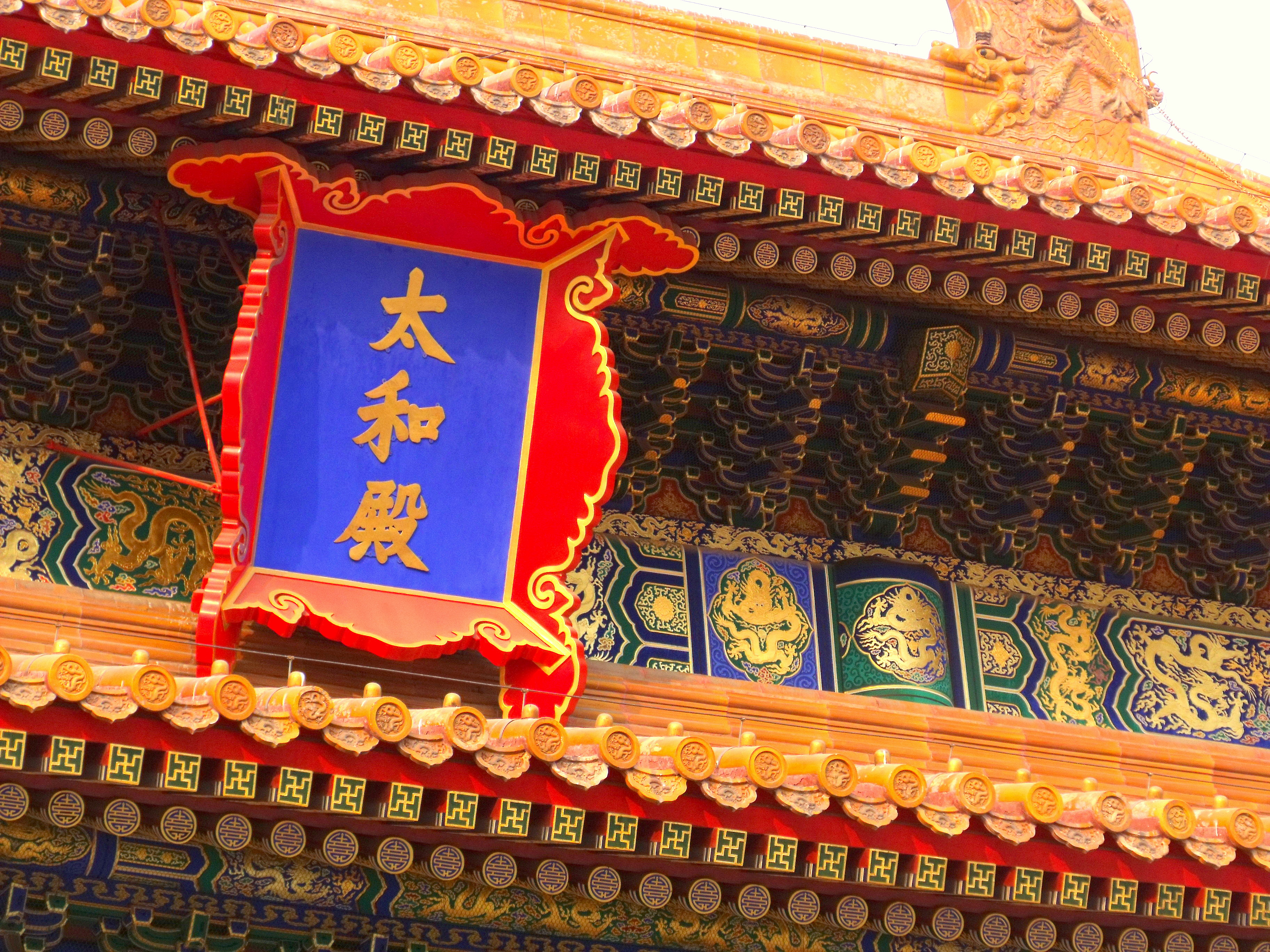
Указатель Зала Верховной гармонии

Зал Верховной гармонии является самым большим, и возвышается примерно на 30 метров над уровнем окружающей площади. Это — церемониальный центр имперской власти, и крупнейшая сохранившаяся деревянная структура в Китае. Он составляет девять «бухт» в ширину и пять в глубину — числа 9 и 5 символически связаны с величием императора. В потолок в центре зала вмонтирован замысловатый кессон, декорированный извивающимся драконом, изо рта которого исторгается группа металлических шаров в форме канделябра, именуемый «Зеркало Суаньянь». В эпоху династии Мин император собирал здесь двор для обсуждения государственных дел. В период династии Цин, поскольку император собирал двор гораздо чаще, вместо Зала Верховной гармонии использовалось менее чопорное помещение, а этот зал был предназначен только для церемониальных ситуаций, таких как коронации, инвеституры и императорские свадьбы.

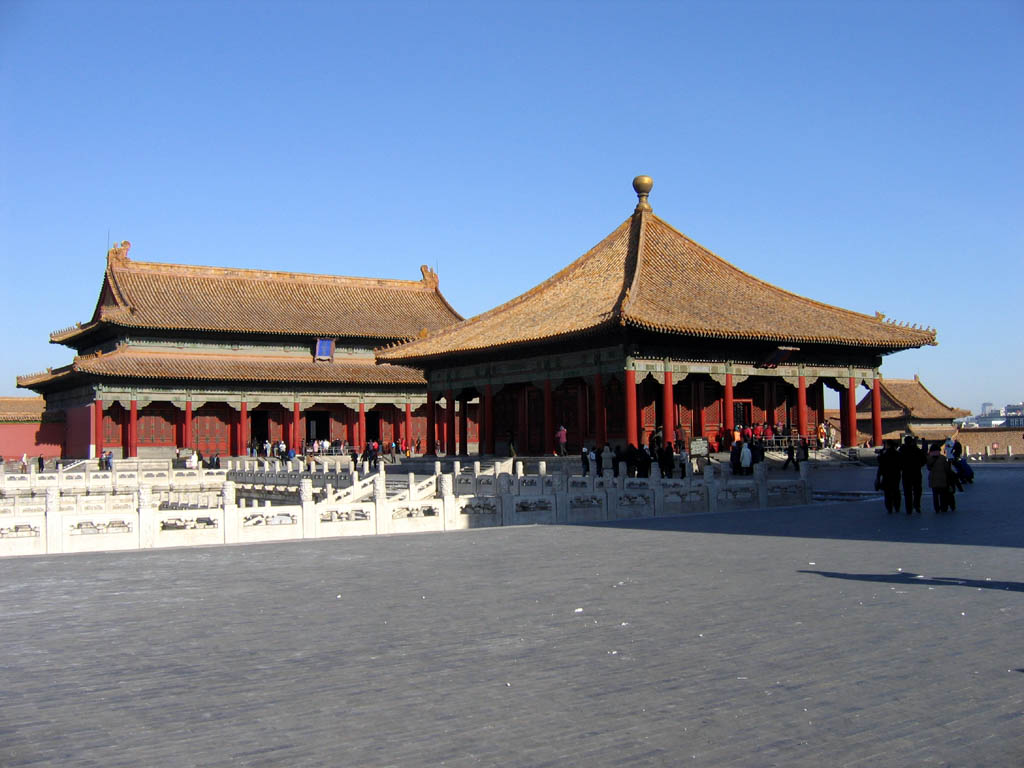
Зал Центральной (Полной) гармонии на фоне Зала Сохранения гармонии

Зал центральной (полной) гармонии — меньше, квадратной формы, использовался императором для подготовки и отдыха до и во время церемоний. Находящийся позади него Зал сохранения гармонии использовался для репетиций церемоний, а также являлся местом проведения финального этапа императорского экзамена. Во всех трёх залах представлены императорские троны, самый большой и тщательно оформленный из которых — трон в Зале Верховной гармонии.

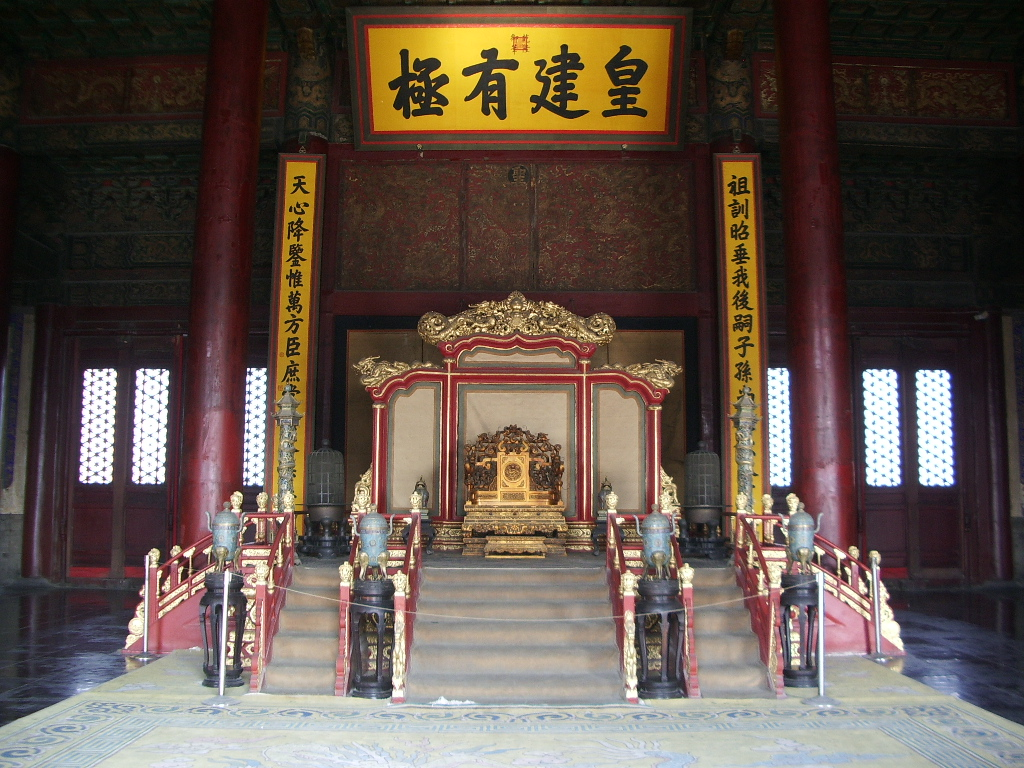
Трон в Зале Сохранения гармонии

В центральной части скатов, ведущих вверх к террасам с северной и южной сторон, находятся церемониальные пандусы — часть Императорского пути — оформленные искусной барельефной резьбой, несущей символический смысл. Северный скат, находящийся за Залом Сохранения гармонии, вырезан из цельного куска камня длиной 16,57 метров, шириной 3,07 метра и толщиной 1,7 метра. Он весит около 200 тонн и является самым большим резным орнаментом такого рода в Китае. Южный скат, расположенный перед Залом Верховной гармонии — ещё длиннее, однако сделан из двух соединённых между собой каменных плит; стык был искусно скрыт с помощью наложенных один на другой резных барельефов, и был обнаружен лишь после того, как в XX веке эрозия увеличила промежуток.
На юго-западе Внешнего двора находится зал Военного величия (или Военачальника) («К») (кит. 武英殿, Ундянь). Он использовался императором в различных ситуациях для приёма министров и проведения совещаний двора.
На юго-востоке Внешнего двора находится зал Литературной славы («Л») (кит. 文华殿, Вэньхуадянь). В нём размещалась собственная дворцовая типография, также он использовался для церемониальных лекций высокочтимых конфуцианских учёных, а позже стал офисом Большого Секретариата. Здесь хранился экземпляр Сыку цюаньшу.
На северо-востоке Внешнего двора расположена резиденция кронпринца Три Южных Обители («Н») (кит. 南三所, Наньсаньсо).

### Внутренний дворец, или Северный сектор

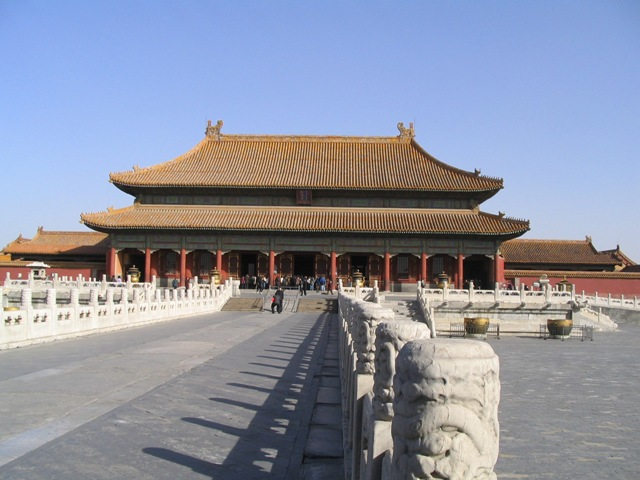
Дворец Небесной чистоты

Внутренний дворец отделён от Внешнего продолговатой площадкой, расположенной ортогонально главной оси города. Он служил домом императору и его семье. В период династии Цин император жил и работал почти исключительно во Внутреннем дворце, а Внешний дворец использовался только для церемониальных целей.

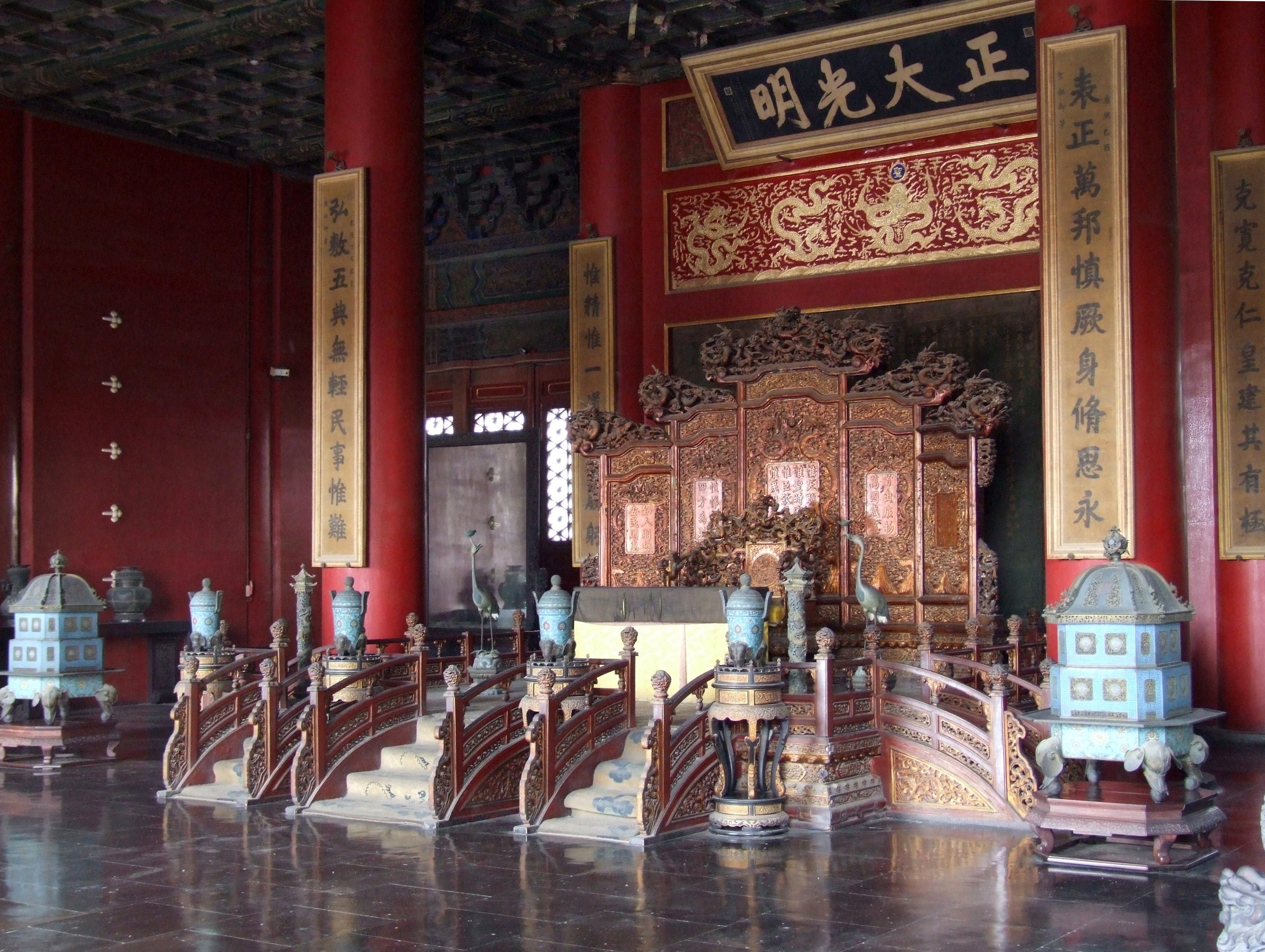
Трон во Дворце Небесной чистоты

Во Внутреннем дворце находились жилые помещения, где жили, играли, поклонялись богам император, императрицы, наложницы, принцы и принцессы. Здесь же находятся три императорских сада — Долголетия (зелёная область севернее дворца Ниншоугун на схеме) (кит. 宁寿宫花园, Ниншоугун), Доброты и Спокойствия («М») (кит. 慈宁花园, Цынин), и Императорский сад («С») (кит. 御花园, Юйхуаюань).
В центре Внутреннего дворца находятся основные помещения этой части Запретного города — ещё одна группа из трёх залов. Это, считая с юга: Зал Небесной чистоты («О») (кит. 乾清宫, Цяньцингун), Зал Объединения и мира («П») (кит. 交泰殿, Цзяотайдянь) и Зал Земного спокойствия («Р») (кит. 坤宁宫, Куньнингун). Меньшие по сравнению с залами Внешнего дворца, три зала Внутреннего дворца были официальными резиденциями императора и императрицы. Император, воплощающий ян и Небо, занимал Дворец Небесной чистоты; императрица, воплощая инь и Землю, — Дворец Земного спокойствия. Между ними находился Зал Объединения и Мира, в котором инь и ян смешивались, чтобы породить гармонию.

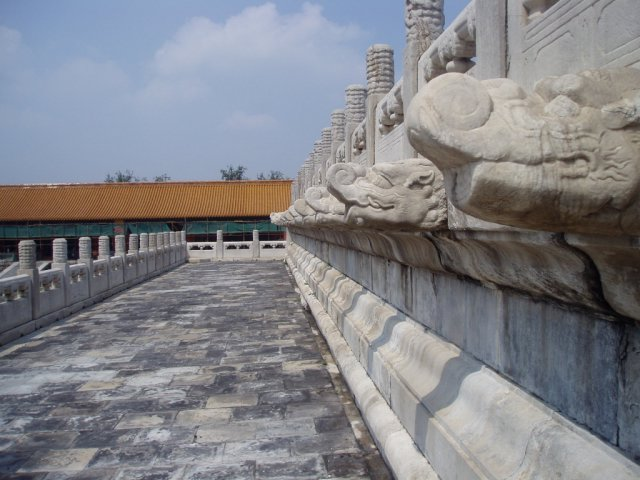
Желоба для воды между уровнями Внутреннего дворца предотвращают залив верхних уровней водой.

Дворец Небесной чистоты представляет собой здание с двумя карнизами и помещён на одноуровневой платформе из белого мрамора. Он связан с Воротами Небесной чистоты, расположенными к югу от него, приподнятым проходом. В период династии Мин он был резиденцией императора. Однако, начиная с императора Юнчжэн династии Цин, императоры жили не в этом дворце, а в меньшем Зале Умственного развития дальше к западу — из уважения к памяти императора Канси; Дворец же Небесной Чистоты стал императорским залом аудиенций. На крыше установлен кессон, украшенный извивающимся драконом. Над троном висит доска, на которой написано «Правосудие и Честь»(кит. упр. 正大光明, пиньинь zhèngdàguāngmíng)..
Дворец Земного спокойствия — здание с двумя карнизами, 9 «бухт» в ширину и 3 в глубину. При династии Мин он был резиденцией императрицы. В эпоху династии Цин большие части Дворца были трансформированы новыми маньчжурскими правителями под нужды шаманистских ритуалов. Начиная с периода правления императора Юнчжэн, императрица перестала проживать во дворце; однако, две комнаты во Дворце земного спокойствия были сохранены, для использования в брачную ночь императора.
Между этими двумя дворцами расположен Зал Объединения и Мира, квадратной формы, с пирамидальной крышей. Здесь хранятся 25 императорских печатей династии Цин, равно как и другие церемониальные принадлежности.
Позади этих трёх залов находится Императорский сад. Относительно маленький и компактный по дизайну, сад, тем не менее, включает в себя несколько искусных ландшафтных компонентов. К северу от сада расположены Ворота божественной мощи.

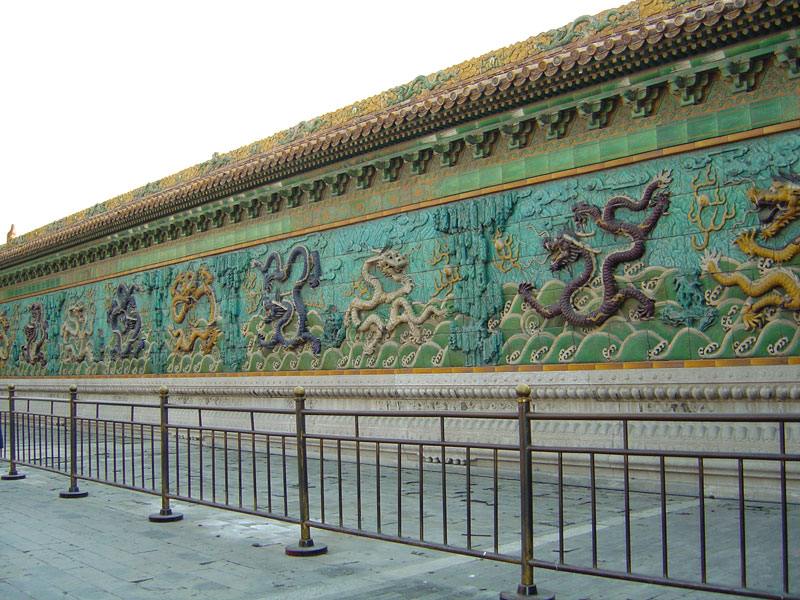
Экран Девяти драконов перед Дворцом Безмятежного долголетия

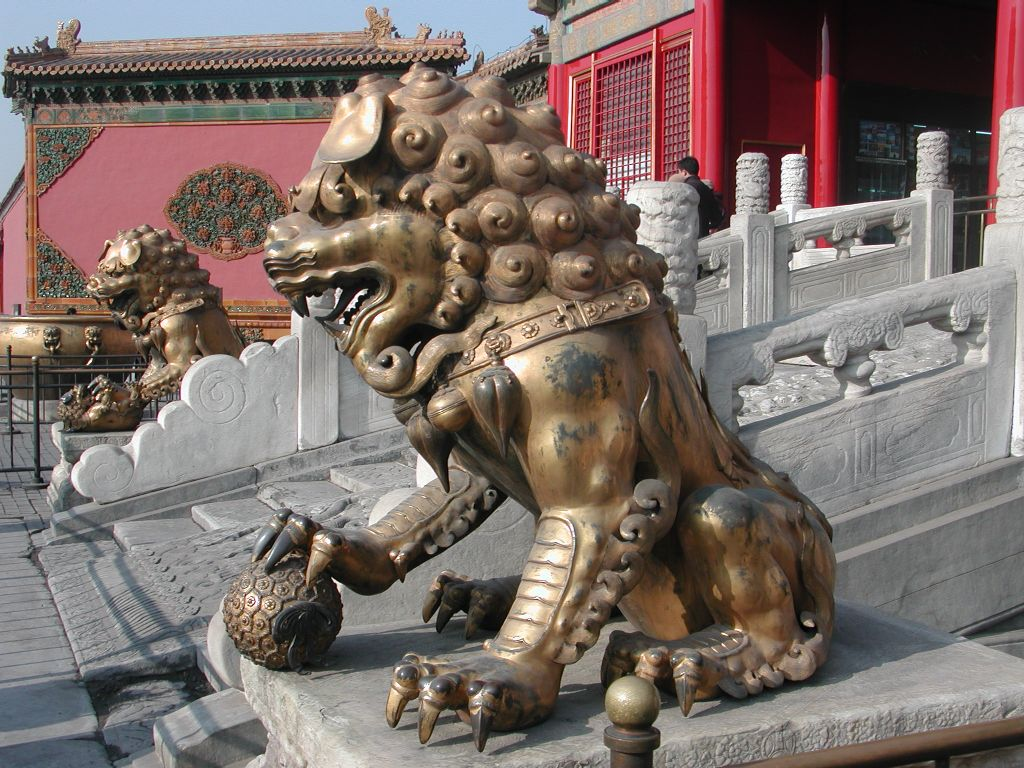
Позолоченный лев перед Дворцом Безмятежного долголетия

Непосредственно к западу расположен Зал Умственного развития. Незначительный вначале дворец, начиная с периода императора Юнчжэн он стал de facto резиденцией и офисом императора. В последние десятилетия династии Цин вдовствующие императрицы — включая Цыси — проводили совещания двора в восточной части этого зала. Вокруг Зала Умственного развития находятся офисы Большого Совета и других ключевых государственных органов.
Северо-восточный сектор Внутреннего дворца занят Дворцом безмятежного долголетия (кит. упр. 寧壽宮) — комплекс, построенный императором Цяньлун в ожидании своего ухода на покой. Он зеркально копирует планировку самого Запретного города и включает в себя «внешний дворец», «внутренний дворец», сады и храмы. Вход во Дворец Безмятежного долголетия отмечен Экраном девяти драконов из глазурованной черепицы. Этот сектор Запретного города реставрируется в партнёрстве между Дворцовым музеем и Фондом мировых памятников — долгосрочный проект, завершение которого ожидается в 2017 году.

### Религия
Религия составляла важную часть жизни императорского дворца. При династии Цин Дворец Земного Спокойствия стал местом проведения шаманистских церемоний маньчжуров. В то же время, исконная китайская религия — даосизм — продолжала играть важную роль на всём протяжении династий Мин и Цин. Существовало два даоистских святилища, одно в императорском саду и другое в центральной зоне Внутреннего дворца.
Ещё одной превалирующей формой религии во дворце периода династии Цин был буддизм. По всему Внутреннему дворцу было разбросано большое число храмов и святилищ — включая таковые тибетского буддизма, или ламаизма. Буддистская иконография была также обильно представлена в оформлении интерьеров многих построек. Одной из важнейших среди них является Павильон Цветочного Дождя. В нём располагалось большое число буддистских статуй, икон и мандал, собранных в ритуалистические паттерны.

### Окружающая территория

Местоположение Запретного города в историческом центре Пекина

Запретный город с трёх сторон окружён императорскими садами. К северу от него находится парк Цзиншань, известный также под названием «Панорамный холм» — искусственный холм, насыпанный из почвы, вынутой при сооружении рва и из близлежащих озёр.
К западу расположен Чжуннаньхай — бывший царский парк, вписанный между двумя соединяющимися озёрами, который сейчас служит центральной штаб-квартирой Коммунистической партии Китая и Государственного совета КНР. На северо-западе находится парк Бэйхай — популярный царский парк, также организованный вокруг озера, соединяющегося с двумя южными озёрами.
Южнее Запретного города располагались два важных святилища: Императорское Святилище семьи, — или Императорский Храм предков (кит. упр. 太庙, пиньинь Tàimiào), — и Императорское Святилище государства (кит. упр. 太社稷, пиньинь Tàishèjì), в которых император поклонялся духам своих предков и духу нации, соответственно. Сегодня первый — это Зал культуры трудового народа Китая, а второй — парк Жонгшан, увековечивающий память Сунь Ятсена.
К югу, вдоль главной оси, стоят двое почти идентичных ворот. Это Вертикальные ворота (кит. упр. 端门, пиньинь Duānmén) и более знаменитые Врата небесного спокойствия, украшенные портретом Мао Цзэдуна в центре и двумя плакатами слева и справа: «Да здравствует Китайская Народная Республика» и «Да здравствует великое единство народов мира». Врата Небесного Спокойствия соединяют территорию Запретного города с современным символическим центром китайского государства — площадью Тяньаньмэнь.
Хотя в настоящее время строительные работы вблизи Запретного города жёстко контролируются, неконтролируемые и иногда политически мотивированные разрушения и реконструкции, осуществлявшиеся на протяжении всего прошлого столетия, изменили облик районов, окружающих Запретный город. С 2000 года муниципальное правительство Пекина работает над выселением правительственных и военных учреждений, занимающих некоторые исторические здания, а вокруг сохранившихся частей стен Имперского города разбит парк. В 2004 году был обновлён декрет, касающийся планировки и ограничения высоты зданий, с целью превратить территорию Имперского города и северный городской сектор в буферную зону Запретного города. В 2005 году Имперский город и Бэйхай (как дополняющий объект Летнего дворца) были включены в шорт-лист выбора следующего объекта Всемирного наследия в Пекине.

### Символизм

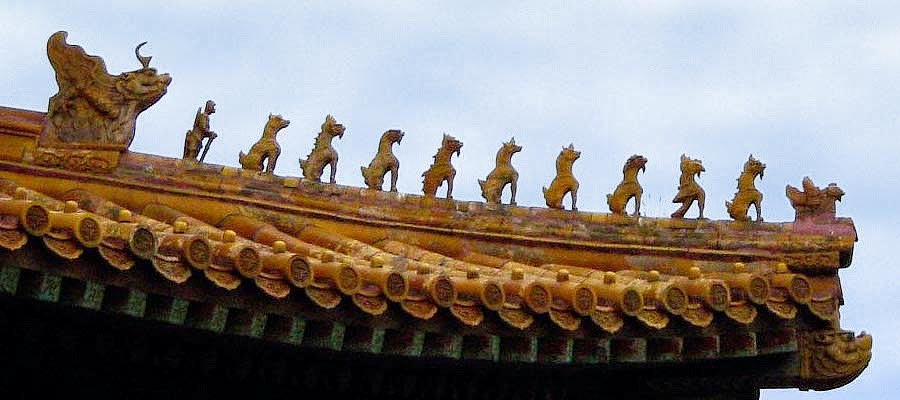
Имперский декор крыши высочайшего статуса на коньке крыши Зала Верховной гармонии

Дизайн Запретного города, начиная с его общей планировки и вплоть до мельчайших деталей, был тщательно разработан с тем, чтобы отражать философские и религиозные принципы — а сверх того, символизировать величие императорской власти. К числу заметных примеров относятся:
- Жёлтый — цвет императора. Поэтому почти все крыши в Запретном городе покрыты жёлтой глазурованной черепицей. Имеются лишь два исключения. Библиотека в Павильоне Литературной глубины (кит. упр. 文渊阁) была покрыта чёрной черепицей, поскольку чёрный цвет ассоциировался с водой, а следовательно, предотвращением пожара. Сходным образом, резиденции кронпринца покрыты зелёной черепицей, потому что зелёный цвет ассоциировался с деревом, а значит, ростом[61].
- Все главные залы Внешнего и Внутреннего дворцов организованы в группы по три — формат триграммы Циань, символизирующей Небо. С другой стороны, резиденции Внутреннего дворца организованы в группы по шесть — формат триграммы Кун, символизирующей Землю[55].
- Наклонные скаты крыш зданий декорированы рядом статуэток, возглавляемых человеком верхом на фениксе, за которыми следует императорский дракон. Число статуэток символизирует статус здания. Незначительная постройка может иметь 3 или 5 статуэток; Зал верховной гармонии имеет 10 — единственное здание в стране, которому во времена империи было позволено такое. В результате его десятая статуэтка, именуемая «Хангши» («имеющая десятый ранг») (кит. упр. 行十, пиньинь Hángshí)[73], является уникальной также и для Запретного города[85].
- Планировка зданий следует древним традициям, зафиксированным в Ли цзи. Так, храмы предков расположены перед дворцом; хранилища размещены в передней части дворцового комплекса, а жилые зоны — сзади[86].

## Влияние
Запретный город — кульминация двухтысячелетнего развития классической китайской и восточно-азиатской архитектуры — оказывает влияние на последующее развитие архитектуры Китая, равно как и является источников вдохновения для многих произведений искусства. Вот несколько конкретных примеров:
В искусстве и популярной культуре
Запретный город служил сценой для многих художественных произведений. В последние годы он демонстрируется в фильмах и телевизионных сериалах. Вот несколько заметных примеров:
- Запретный город (1918), художественный фильм о китайской принцессе и американце.
- Последний император (1987), биографический фильм о жизни Пу И — последнего царственного обитателя дворца — был первым в истории художественным фильмом, который правительство Китайской Народной Республики разрешило снять в Запретном городе.
- Марко Поло — совместный мини-сериал NBC и RAI, показанный в начале 1980-х годов, был снят в Запретном городе. Однако, нынешнего Запретного города не существовало в эпоху династии Юань, когда Марко Поло встречался с Хубилаем.
- В Запретном городе проходили съёмки клипа группы 30 Seconds to Mars на песню From Yesterday.
- Запретный город — одно из чудес света в игре «Цивилизация V».

Сценическая площадка
Запретный город служит также сценической площадкой. Однако его использование в этом качестве жёстко ограничено, в связи с тем, что оборудование и выступления оказывают значительное влияние на древние постройки. Почти все представления, о которых говорится, что они имеют место «в Запретном городе», проводятся вне дворцовых стен.
- Опера Джакомо Пуччини Турандот — история китайской принцессы — была исполнена в Императорском святилище непосредственно вблизи Запретного города в первый раз в 1998 году[87].
- В 1997 году родившийся в Греции композитор и клавишник Янни дал живой концерт перед Запретным городом. Концерт был записан и позже издан, как часть альбома Tribute[88].
- В 2001 году Три тенора — испанские певцы Пласидо Доминго и Хосе Каррерас и итальянский певец Лучано Паваротти — дали один из своих концертов перед главными воротами Запретного города.
- В 2004 году французский музыкант Жан-Мишель Жарр дал живой концерт перед Запретным городом вместе с коллективом из 260 музыкантов; этот концерт явился одним из мероприятий «Года Франции в Китае»[89].

Филателия
11 июля 2020 года почта Китая выпустила почтовый блок из четырёх марок с изображением элементов архитектурного ансамбля музея Гугун: моста через Реку Золотой Воды (кит. упр. 金水桥), павильона Чжунхэдянь (кит. трад. 中和殿), дворца Цяньцингун (кит. трад. 乾清宫) и павильона Тысячи Осеней в Императорском саду (кит. упр. 千秋亭). Выпущен также почтовый блок с картой музея Гугун на марке в нём. Выпуск был приурочен к 600-летию Гугуна.